# Storia d'Atene
Atene (Αθήνα) è una delle città più antiche continuamente abitate, essendo stata popolata in modo continuo per oltre 5000 anni.
Sorta come una poleis greca situata in Attica, divenne la città principale dell'antica Grecia assieme alla rivale meridionale Sparta; grazie alle sue innovazioni e scoperte culturali pose la base per tutta la civiltà occidentale moderna. Fu patria di moltissimi filosofi, studiosi e politici, che influenzarono il pensiero di quasi tutto il mondo.
Dopo la fine dell'età antica la città subì alternamente periodi di declino a periodi di prosperità, fino a stabilirsi ufficialmente come capitale e città più importante della Grecia moderna.

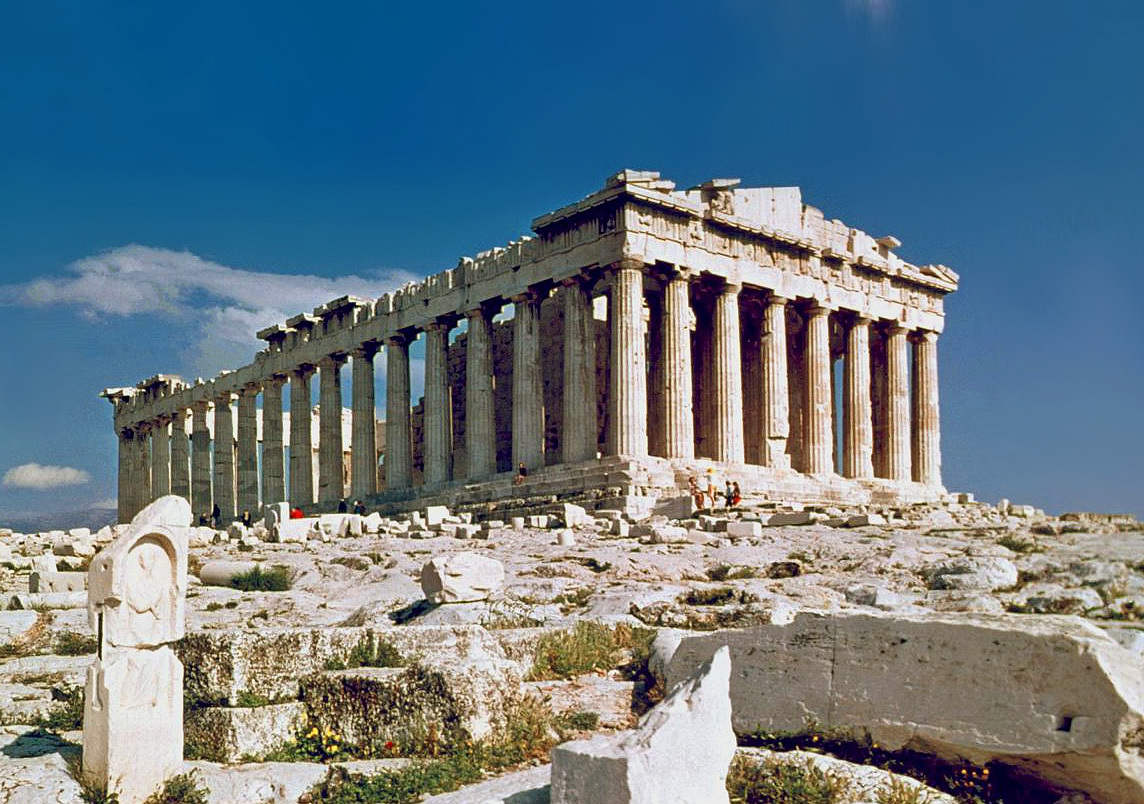
Il Partenone, simbolo di Atene

Questa voce si occuperà sia della storia dell'antica Atene che della città moderna.

## Origini

### Mitologia

#### Mito fondativo
Il nome di Atene deriva dal nome della divinità Atena (dea di sapienza, arti e guerra, nata direttamente da Zeus), il cui nome deriverebbe dal greco A-θεο-νόα, "mente del Dio", a sua volta di origine probabilmente pre-greca o forse dall'unione dell'affisso etrusco ati ("madre") e il nome della dea ittita Ḫannaḫanna ("nonna", spesso abbreviato nei testi hurriti come ana).
Stando al mito di fondazione, le Moire predissero che l'insediamento di Atene sarebbe diventato molto ricco, quindi Atena e Poseidone si scontrarono su chi dovesse diventare la divinità poliade, i due offrirono agli abitanti rispettivamente un cavallo (simbolo di forza) e un ulivo (simbolo di pace). Dopo una riflessione attenta dell'anziano re degli ateniesi, fu accolta Atena, che quindi divenne la protettrice della città e ne diede il nome, gli ateniesi promisero a Poseidone che avrebbero fondato anche un tempio in suo onore (da identificarsi forse con Capo Sunio).

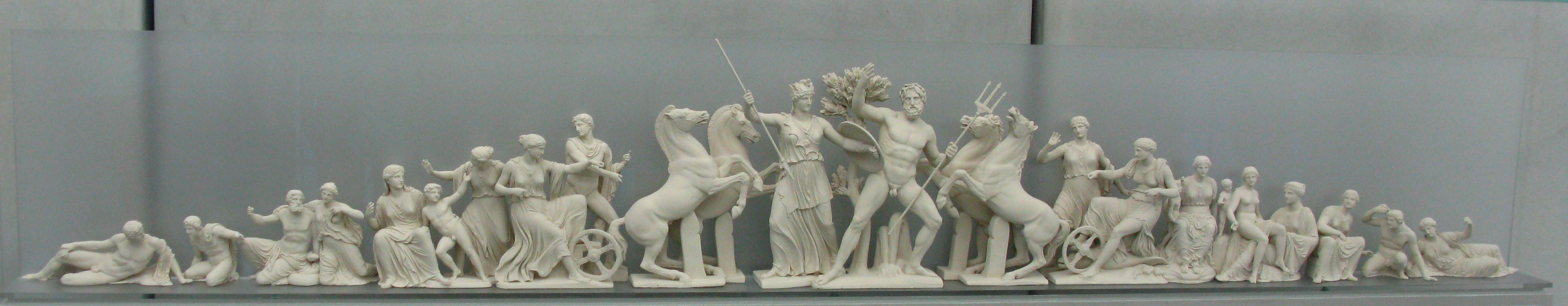
Lo scontro tra Atena e Poseidone, sul lato Ovest del Partenone (riproduzione)

Stando a Erodoto, nell'Acropoli di Atene era situato un albero di ulivo sacro, che dovrebbe essere quello offerto proprio dalla divinità stessa; il quale sarebbe continuato a esistere fino alla sua distruzione durante le guerre persiane o fino al II secolo d.C.
Anticamente la regione dell'Attica era governata da dei re, il nome stesso della regione (secondo alcune fonti) deriva dal re Atteo. Si conoscono anche Perifante (autoctono che Zeus trasformò in aquila perché si era messo al di sopra di lui) e Ogigo, anche re primordiale della Beozia.

#### Età regia
A seguito venne sul trono di Atene Cecrope, che sposò la figlia di Atteo e fu il mediatore durante la contesa tra Atena e Poseidone, per cui fu il fondatore della città: insegnò agli ateniesi la scrittura e le cerimonie religiose, divise inoltre l'Attica in 12 città, con 4 tribù, ulteriormente suddivise a sua volta in fratrie e ghenos, cioè le famiglie. Era anche un uomo rettile.
- Dodecapoli ateniese: Afidna, Braurone, Cecropia, Cefisia, Citero, Decelea, Eleusi, Epacria, Falero, Sfetto, Tetrapoli[a 2], Torico
- Tribù gentilizie d'Atene: Opleti, Argadei, Geleonti, Egicorei

I Cecropidi furono a seguito spodestati da Anfizione, il quale era figlio di Deucalione e Pirra, nipoti dei titani Prometeo ed Epimeteo, quindi era imparentato con Elleno, Acheo, Danao ed altri personaggi. A sua volta anche lui fu usurpato da Erittonio, nato dal seme di Efesto che si era sparso sulla terra mentre inseguiva Atena con intenzioni sessuali, Erittonio (da cui discendono gli Eretteidi) fu un buon re: istituì le Panatenee e inventò la quadriga, fu poi innalzato nel cielo dove divenne la costellazione di Auriga. Seguono poi Pandione, Eretteo (o anche Erittonio II), che si scontrarono con alcune polis vicine come Tebe ed Eleusi e poi Egeo, il cui erede Teseo sconfiggerà il re Minosse nel famoso mito del Minotauro, riunì anche l'Attica sotto il regno ateniese. Per un periodo fu re di Atene Menesteo, instaurato dopo che Teseo rapì Elena di Sparta e fu esiliato, quest'ultimo partecipò alla guerra di Troia con 50 navi, ma non fu molto valoroso. Le imprese dei re (in particolare di Teseo) sono raccolte in un ciclo epico perduto di 2 libri attribuiti a un certo Prodico di Focea.

Infine si ha Codro, che perì in battaglia contro i Dori da Sparta, difatti l'oracolo aveva stabilito che Atene avrebbe vinto lo scontro se il re fosse morto, e con tale avvenimento si terminò l'età dei re su Atene. Codro era discendente di Neleo, re di Pilo.

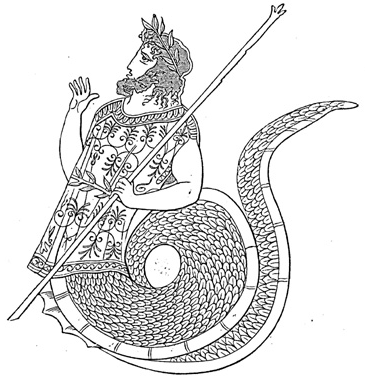
Rappresentazione di Cecrope (Meyers Konversations-Lexikon)
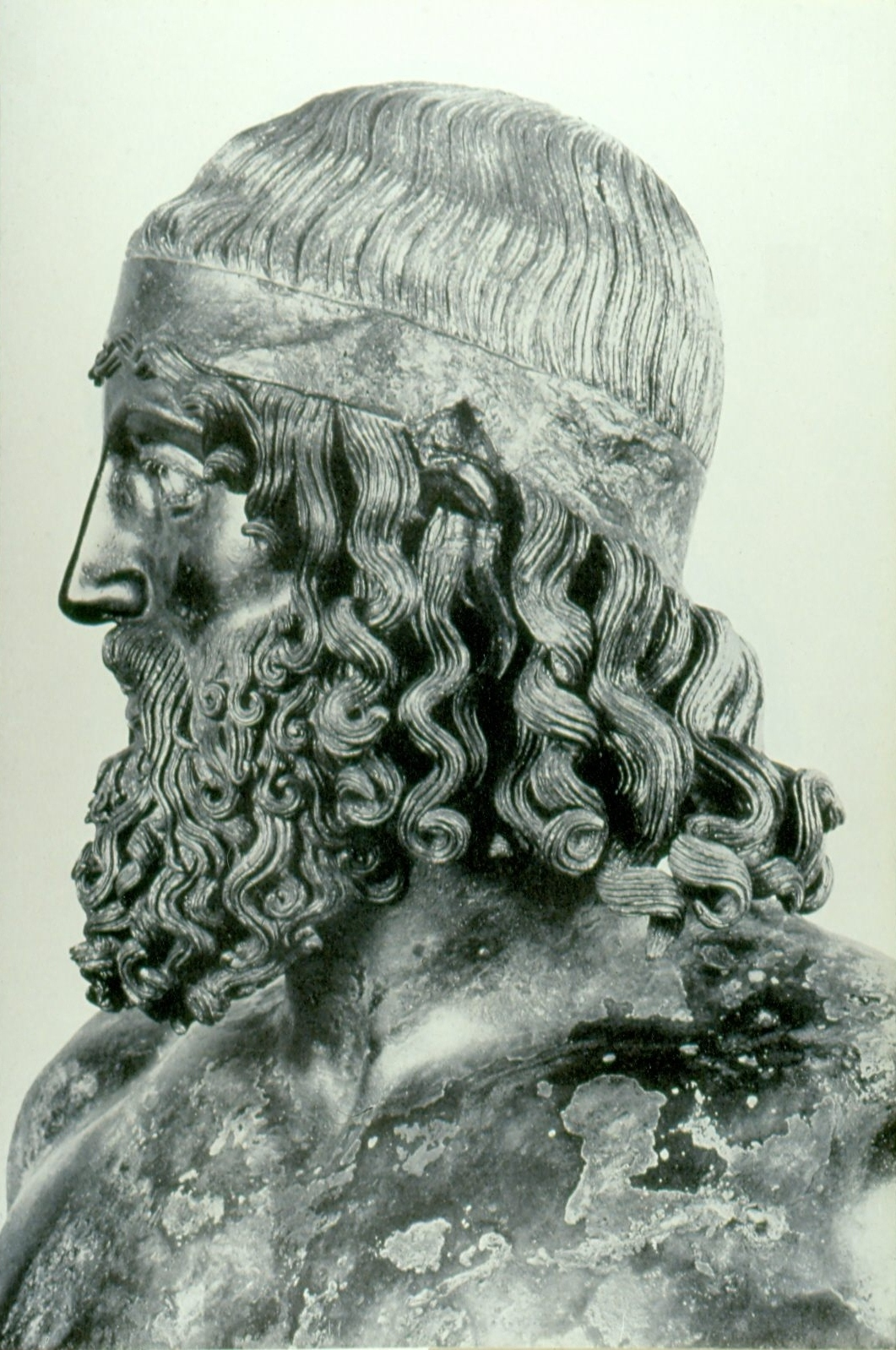
Probabile busto di Erittonio (Museo archeologico di Reggio Calabria)
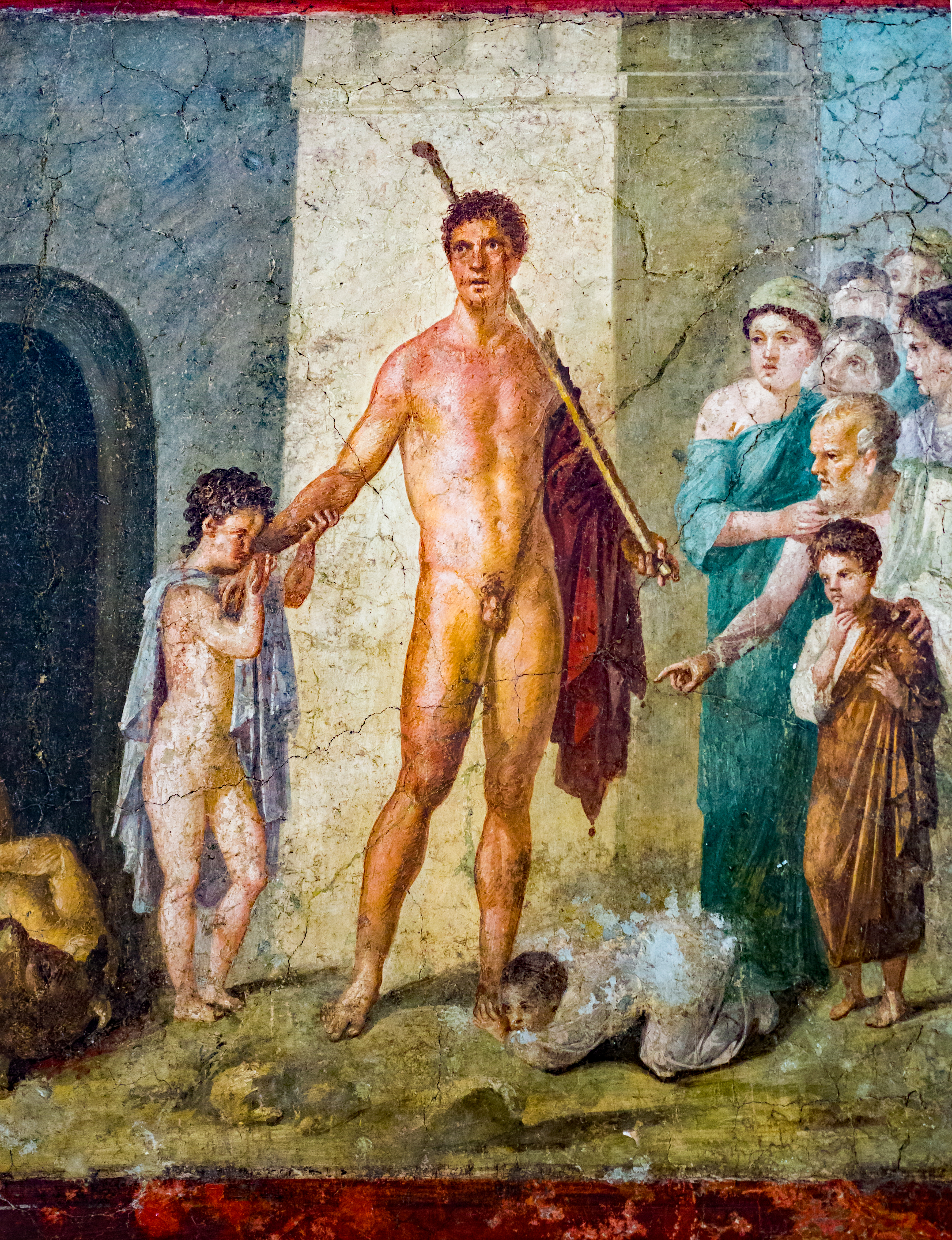
Affresco di Teseo (Museo archeologico di Napoli)
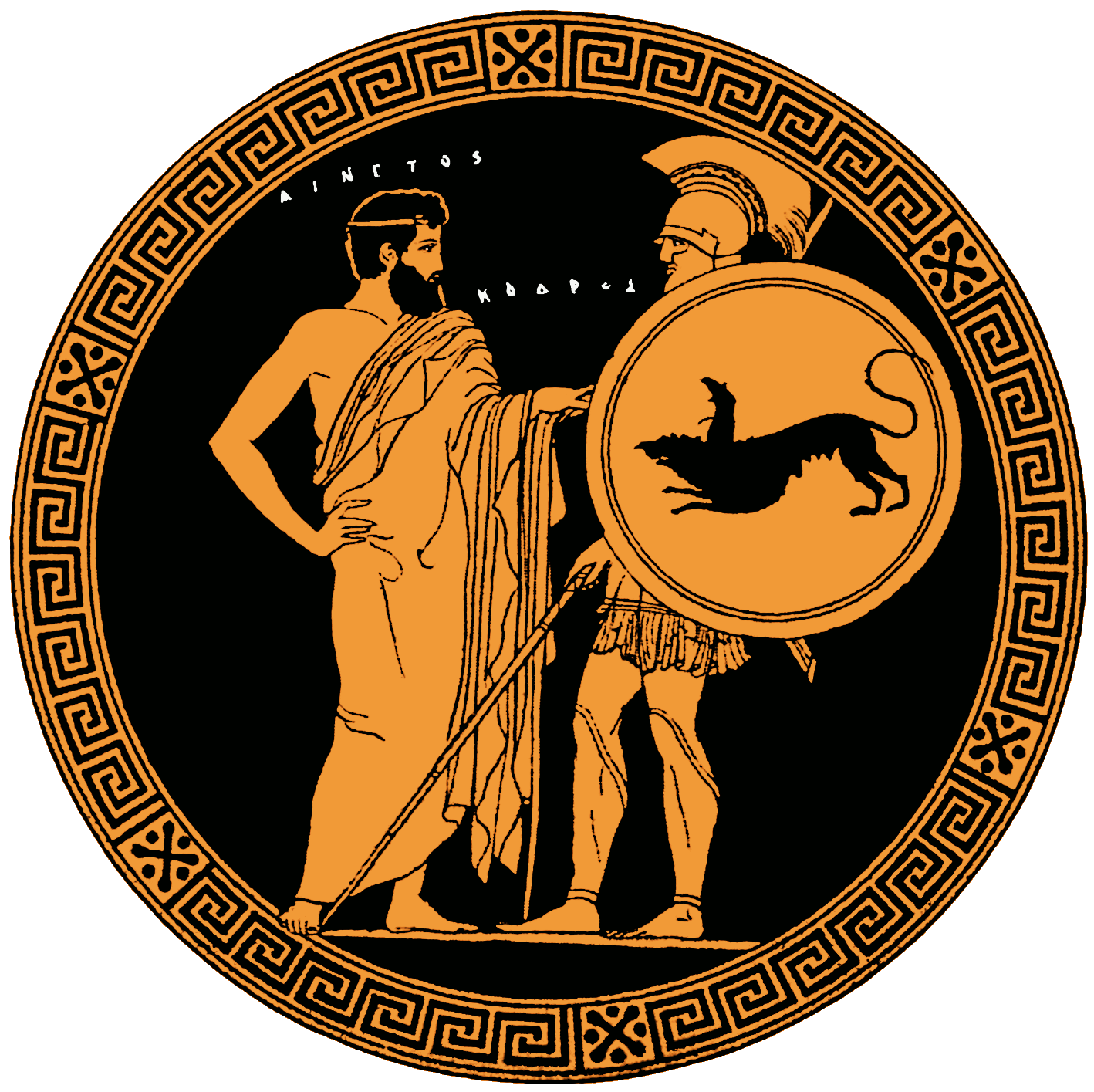
Vaso attico di Codro (Musei di Bologna)

### Realtà storica
Nella regione dell'Attica si attesta la presenza umana sin dal Neolitico, con l'insediamento più antico (alcune grotte di scisto) risalente a un periodo tra il 13.000 e il 4000 a.C., il villaggio risale invece al 3200 a.C. circa e iniziò poi ad espandersi durante il periodo miceneo, i micenei infatti costruirono un palazzo dove oggi sorge l'Acropoli, risalente intorno al 1400 a.C. e delle mura poligonali che fanno pensare che fosse una città di particolare importanza.
Durante il Medioevo ellenico, non risultano particolari danni risalenti alle incursioni dei Dori, per cui molto probabilmente la città non fu interessata dalle loro migrazioni, ma subì comunque gli effetti del decadimento successivo, passandola in sostanza meglio rispetto ad altre città. In seguito gli Ioni si stabilirono nella regione e col tempo svilupparono un loro dialetto (il dialetto attico, diverso dall'originale ionico e dal quale deriva il greco moderno), va notato poi che gli ateniesi si considerarono e si sono sempre considerati "autoctoni".
È molto probabile che ad Atene ci furono effettivamente dei re (un basileus, o più anticamente un wanax), difatti la mitologia ateniese, come del resto la mitologia greca nel suo insieme presenta a volte caratteristiche ispirate al vero: ad esempio la suddivisione in dodecapoli attuata da Cecrope si riscontrerebbe in diversi ritrovamenti archeologici dei micenei, il mito di Teseo potrebbe avere alla base un periodo in cui la Talassocrazia minoica si estendeva fino ad Atene, che poi si ribellò.
Anche l'unione di tutti i territori dell'Attica sotto l'egida di Atene potrebbe basarsi su un fenomeno di sinecismo, che spiegherebbe allora la nascita della città in sé. 

Mappa dei ceppi dialettali della Grecia, con quello attico in fucsia

## Età arcaica

### La riforma arcontale
È proprio durante il Medioevo ellenico che inizia a svilupparsi la vera e propria poleis di Atene: lentamente il potere del re si indebolì e fu poi rimpiazzato dagli aristocratici e in particolare dagli Eupatridi, i «benestanti», in origine i nobili della città che amministravano un distretto della dodecapoli antica e appartenevano a una delle 4 tribù, non è del tutto chiaro quando sarebbe avvenuta questa riforma, ma sicuramente non va oltre il X secolo a.C.
Tra l'VIII e il VII secolo a.C. il governo di Atene fu completamente affidato a tre arconti, ma è probabile che questo governo oligarchico esistesse già dai tempi dell'Età buia in forme diverse; i tre arconti erano:
- Arconte basileo (o arconte re): si tratta di ciò che rimane della monarchia e probabilmente il più antico dei tre, a cui rimasero esclusivamente le funzioni religiose – non si conosce praticamente alcun arconte re di Atene, se non per alcuni nomi sporadici che risalgono a un periodo antico.
- Arconte polemarco: anticamente era il capo militare ma col tempo perse il suo potere e divenne un funzionario legale e funebre – si conoscono pochi arconti polemarchi, la maggior parte grandi personalità di Atene che saranno discusse in seguito.
- Arconte eponimo: era l'arconte più importante di Atene, che dava il nome all'anno e si occupava di questioni civili e quindi governative – esistono liste più o meno complete di tutti gli eponimi, basate su tradizioni orali e testi antichi come il Chronicon, le Costituzioni o il Marmor Parium.

In principio gli arconti erano a vita, ed erano anche ereditari, discendevano infatti da Medonte, il primissimo arconte e figlio di Codro, a seguito sarebbero caduti in disgrazia con Ippomene (basileo 723-713 a.C.) e la durata della carica fu abbreviata da perpetua a decennale, e solo infine ad annuale. Adesso erano eletti dall'Ecclesia e una volta terminato il mandato entravano di diritto nell'Areopago, furono anche introdotti sei tesmoteti eletti annualmente, i quali si occupavano di questioni private, non esistono liste di tesmoteti note.
Questo era l'assetto del governo di Atene nell'Età arcaica.
Ben poco è noto sulle vicende della città tra il X e il VII secolo a.C., probabilmente la città si tenne al di fuori dalle questioni delle altre polis greche e si concentrò principalmente sul mantenimento del controllo sull'Attica e il rafforzamento delle sue rotte commerciali che erano influenti, attestato dalle varie ceramiche ateniesi rinvenute nel Mediterraneo.

### Le leggi draconiane
Nei primi secoli dell'arcontato, Atene visse un periodo di crisi, difatti il vero potere politico di Atene era detenuto sempre dagli Eupatridi e quindi si concentrava in alcune famiglie nobili singole, questo risultò in sanguinosi scontri armati tra milizie (le antiche fratrie) e disuguaglianze tra cittadini che risultarono anche in un iniziale isolamento della città. Il caso più grave fu quello di Cilone, che tentò di rendersi nel 639 a.C. tiranno della città ed occupò l'Acropoli, l'eponimo del tempo, Megacle (della nobile famiglia degli Alcmeonidi), lo uccise con l'inganno, cosa che risultò però nell'esilio della sua famiglia.
Qualche anno dopo, nel 623 a.C. circa, un uomo di nome Dracone o Draconte, al servizio dell'eponimo Aristecmo codificò il primo codice di leggi scritte, riunendo le leggi precedentemente tramandate oralmente e introducendo una serie di leggi sull'omicidio, le prime sul diritto penale: la vendetta privata non era più tollerata e i delitti erano giudicati dall'Areopago o da un nuovo tribunale composto da 51 efeti, queste leggi erano anche estremamente violente, prevedendo la pena di morte.
Nel mentre, Atene partecipò alla colonizzazione greca, fondando alcune colonie, tra le più importanti Efeso, Gallipoli, Scolacium, Paestum, Thurii ed Anfipoli (in periodi diversi), alcune costruite su colonie pre-esistenti, oltre che contatti, influenze e alleanze con altre colonie.

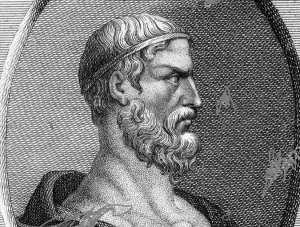
Ritratto di Dracone (anonimo)

### Solone e l'inizio della democrazia
Le leggi draconiane, per quanto efficaci, non riuscirono in realtà a placare i vari contrasti sociali tra le famiglie, inoltre era sorto il problema della mancanza di terre, risolto solo in parte dalla seconda colonizzazione.
A sistemare la situazione fu Solone, un magistrato di origini nobili che si rese popolare dopo aver contribuito alla conquista dell'isola di Salamina e Nisea dai Megaresi e aver partecipato nella prima guerra sacra.
Costui divenne arconte con poteri speciali tra il 594 e il 590 a.C. e come prima cosa abolì i debiti dei cittadini, le ipoteche e la schiavitù per addebitamento, in seguito attuò la cosiddetta "riforma timocratica": suddivise i cittadini in 4 fasce sociali basate non sull'appartenenza ma sul patrimonio (la quantità di medimni o metreti di grano ed olio) che avrebbe dovuto togliere potere agli Eupatridi e permettere a chiunque di partecipare nelle questioni politiche, regolò le leggi sull'eredità, stabilì un tribunale popolare, l'Eliea (dove i membri erano scelti a sorte) e lo rese il tribunale principale, lasciando all'Aeropago soltanto le questioni sull'omicidio, preservando parzialmente le leggi di Dracone.
Per quanto le leggi di Solone contribuirono allo sviluppo della democrazia ateniese e indebolirono gli aristocratici, difatti non si occupò del problema delle terre o delle disuguaglianze economiche, anzi, causò scontento da parte di principalmente ogni classe sociale. Un'altra conseguenza creata dalle leggi di Solone fu la nascita delle fazioni politiche, infatti le varie famiglie degli Aristoi si allearono fra loro formando delle sorte di partiti politici che difendevano gli interessi di un certo ceto sociale, ed erano:
- Pediei o Pediaci (oligarchici): erano capitanati da un certo Licurgo, della famiglia degli Eteobutadi (un antico ghenos[a 10]), erano alla difesa dei proprietari terrieri che abitavano nelle pianure intorno ad Atene e quindi dei più benestanti.[27]
- Parali (moderati): capitanati da Megacle III, della già citata famiglia degli Alcmeonidi, ritornata dall'esilio, si occupavano dei mercanti e artigiani abitanti delle coste, quindi la maggior parte dei cittadini.[28]
- Diacri (popolari): capeggiati da Pisistrato, parente di Solone, a cui spettavano i meno benestanti delle zone montuose e collinari, vale a dire coloro che effettivamente beneficiavano delle riforme soloniane.[29]

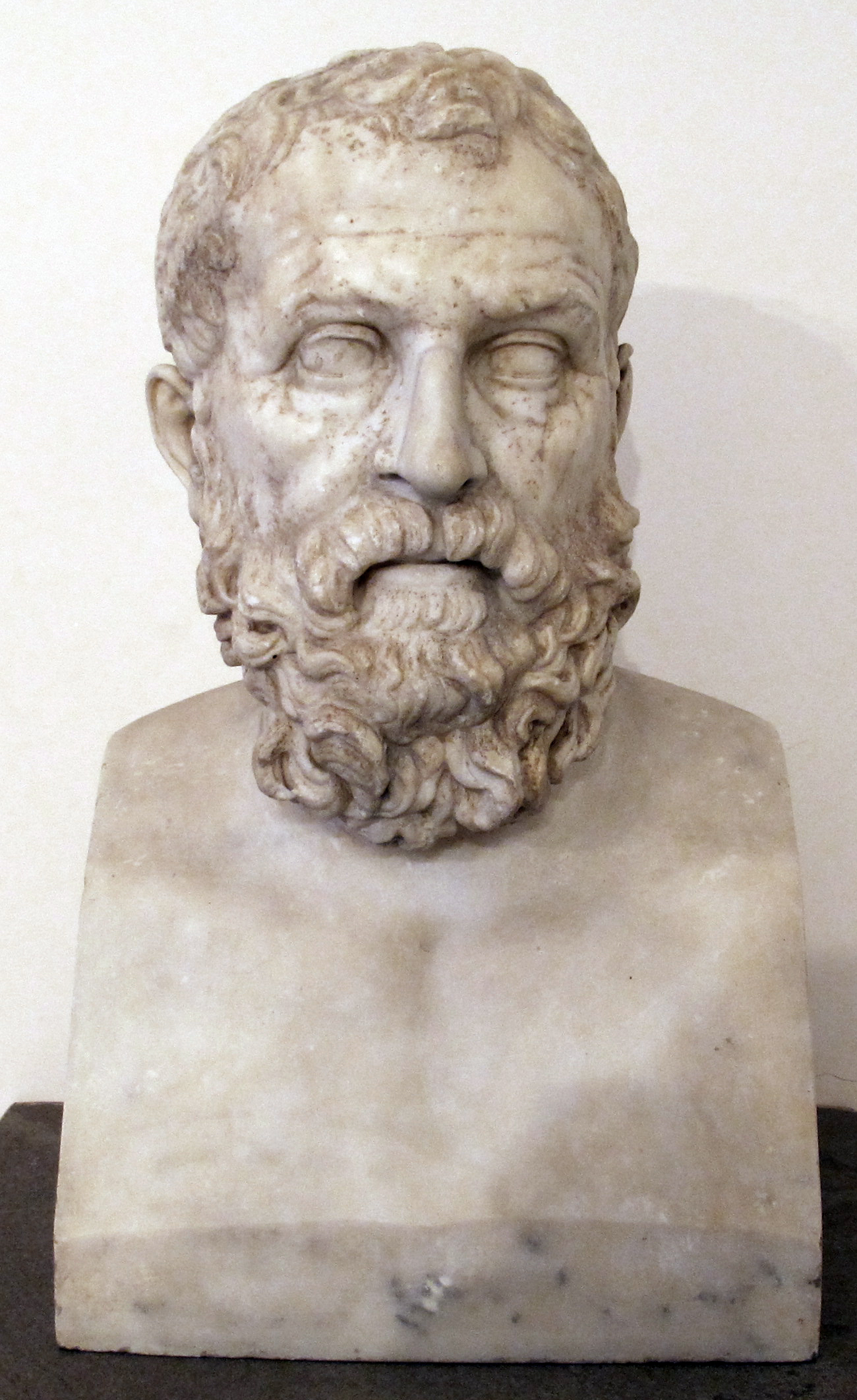
Erma che per alcuni ritrarrebbe Solone (Collezione Farnese)

Questa rivalità tra partiti politici causò periodi di forte instabilità in cui non venivano eletti arconti o erano eletti alcuni uomini ad interim (le liste arcontali parlano di anarchia). In poco tempo si formò una chiara rivalità principalmente tra una fazione democratico-popolare (con a capo un "prostate") e una aristocratico-oligarchica (con a capo un "demagogo"), che segnò lo scenario politico di Atene dei prossimi secoli.

### La tirannia Pisistratide
A capo dei Diacri c'era Pisistrato, che precedentemente aveva ricoperto la carica di polemarco durante la guerra contro Megara, grande amico e collaboratore di Solone, ma in seguito rimase solo dopo che Solone si ritirò a vita privata.
Nel 560 a.C. Pisistrato tentò per la prima volta di prendere con la forza il potere ad Atene con un colpo di stato, ma i suoi rivali politici riuscirono ad esiliarlo. Qualche anno dopo tornò grazie a un'alleanza con Megacle III, con cui scacciò Licurgo e prese di nuovo il potere. Nel 556 a.C. subì un secondo esilio dopo che l'alleanza con Megacle si ruppe (egli non voleva sposarne la figlia).
Durante questo periodo si rese ricco in Tracia e formò un esercito di mercenari provenienti da altre città greche tra cui Tebe, e conquistò la città nel 545 a.C. una volta per tutte. Curiosamente, Atene visse il suo primo vero periodo di splendore, diventando una potenza regionale greca.
Promulgò leggi per tutelare i piccoli proprietari terrieri, riportando in parte il sistema dei prestiti, finanziò una serie di grandi opere pubbliche (come il Telesterion e il tempio antico di Atena Poliade), costituì la prima flotta ateniese con cui consolidò il controllo della città e isole sul Mar Egeo settentrionale, stipulò alleanze con alcune polis e fu promotore di cultura ed educazione – introdusse le Dionisie e le Panatenee, e mise per iscritto per la prima volta l'Iliade e l'Odissea.

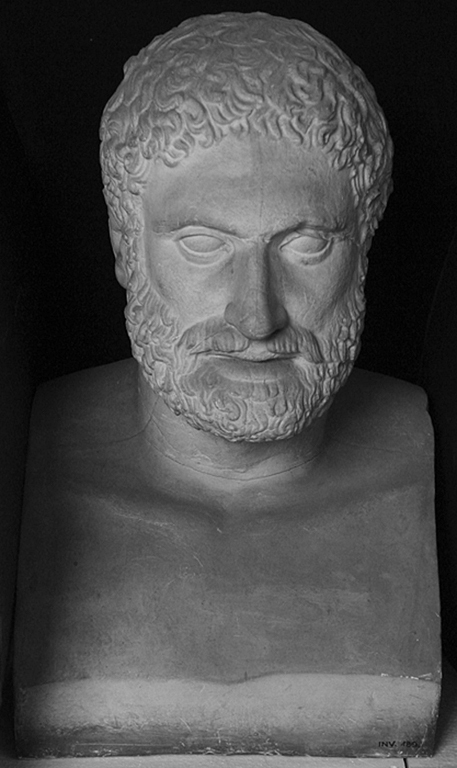
Busto di Pisistrato (Museo nazionale danese)

Pisistrato morì tra il 527/528 a.C. e la tirannia passò ai suoi figli Ippia e Ipparco: quest'ultimo fu assassinato nel 514 a.C. dagli aristocratici Armodio e Aristogitone.

### L'Atene di Clistene
Ippia, rimasto da solo, stabilì un vero e proprio regime del terrore, e i cittadini ateniesi iniziarono a rivoltarsi.
Nel 510 a.C. Ippia fu cacciato da una coalizione composta da Isagora e Clistene (figlio di Megacle III), con l'aiuto del re spartano Cleomene I, in poco tempo si formarono 2 fazioni politiche, i sostenitori di Isagora – che volevano allinearsi con Sparta – e i sostenitori di Clistene – che erano più democratici.
Così nel 508 a.C. Isagora divenne eponimo ed esiliò Clistene sempre con l'aiuto di Cleomene I, ma i sostenitori di Clistene si rivoltarono e assediarono le milizie spartane, inizialmente Cleomene cercò di muovere la lega peloponnesiaca contro Atene col pretesto di ristabilire Ippia, che si trovava a Sigeo, ma l'opposizione di Corinto fece cancellare il piano.
Divenuto eponimo attuò da subito una serie di leggi importanti, con cui si arrivò al culmine della democrazia ateniese. Anzitutto abolì l'antico sistema tribale e lo sostituì con un nuovo sistema politico in tutta l'Attica: le tribù adesso erano 10 e si spandevano in tre grandi regioni corrispondenti a quelle naturali, suddivise ognuna in 10 distretti (o trittie) a sua volta contenenti demi all'interno, a cui ogni cittadino era iscritto ed era diventato il nuovo requisito per la cittadinanza ateniese (precedentemente lo era il possesso delle terre).
In tutto c'erano 30 trittie (10 per regione) con all'interno un totale di circa 139 demi (47 per la Mesogea, 42 per l'Asty e 40 per la Paralia), si menzionano a titolo di esempio le trittie di Mirrinunte, Laciade, Tetrapoli e i demi di Stiria, Butade e Maratona.
- Regioni dell'Attica: Mesogea (o Pedias), Asty (o Diacria), Paralia
- Tribù dell'Attica: Eretteide, Egeide, Pandionide, Leontide, Acamantide, Eneide, Cecropide, Ippotontide, Aiantide, Antiochide

Assieme alla riforma territoriale Clistene istituì anche la Bulé o Consiglio dei 500 dove ogni cittadino poteva partecipare e con lui iniziò la pratica dell'ostracismo. Aggiustò i poteri dell'Ecclesia, Eliea e Aeropago e riformò parzialmente la carica arcontale inserendo 1 arconte segretario di cui non si sa praticamente nulla – in questo modo ogni tribù eleggeva un arconte. Furono anche creati gli strateghi, che erano 10, e che velocemente presero le cariche precedentemente occupate dal polemarco; se ne conoscono molti.
Clistene e la sua riforma lasciarono un importante marchio sulla storia di Atene, più dei suoi predecessori, tanto da essere definito un "padre della democrazia ateniese" e la sua riforma "rivoluzione ateniese".

Mappa approssimativa delle suddivisioni dell'Attica basata sugli studi di John S. Traill

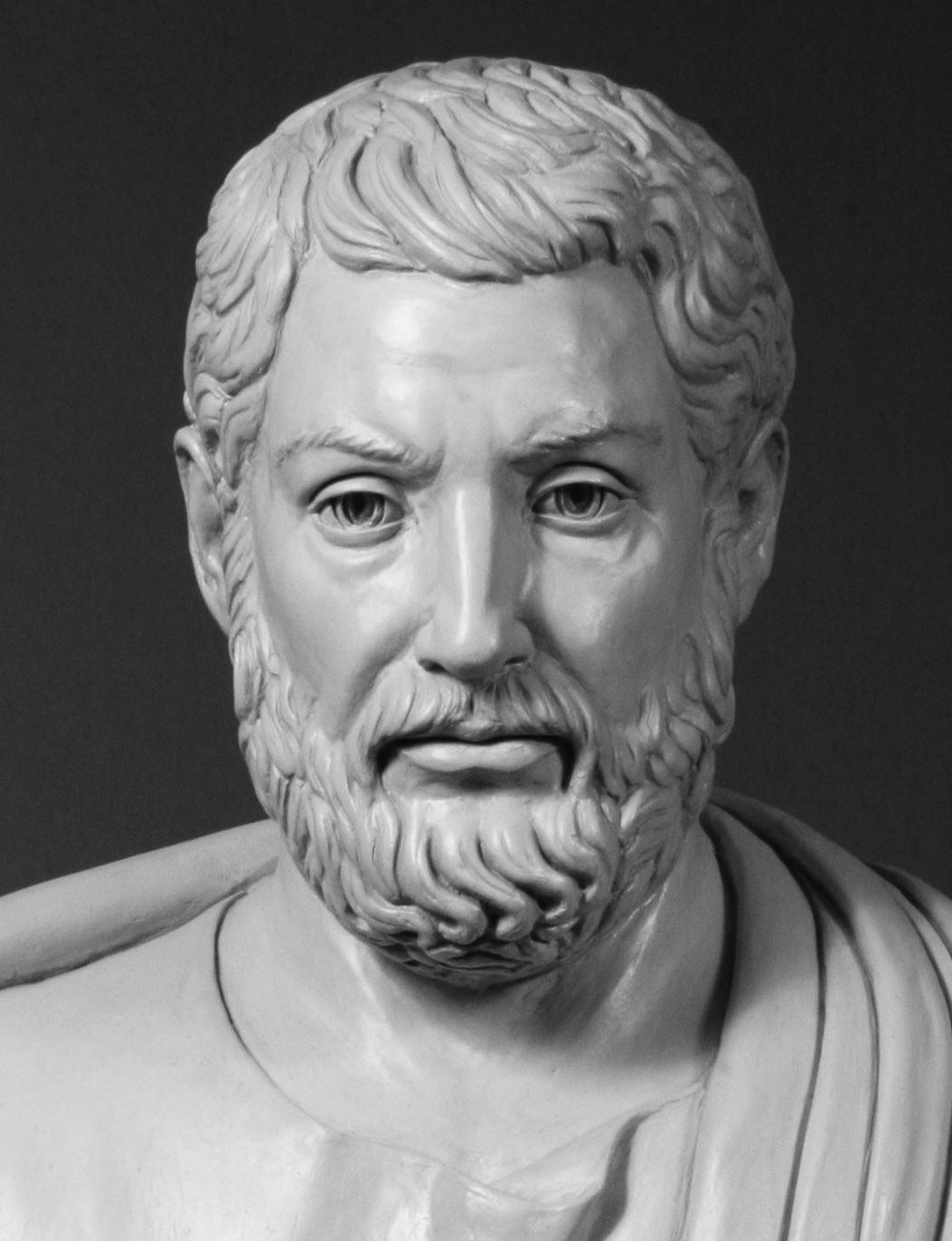
Busto moderno di Clistene (Anna Christoforidis, 2004)

## Età classica

### Uno scontro epocale

#### La prima guerra persiana
Nel 546 a.C. l'Anatolia fu assoggettata all'Impero achemenide a seguito della sconfitta del regno di Lidia, che includeva anche le città greche della Ionia, queste città decisero di ribellarsi ai persiani nell'anno 499 a.C. capitanate da Aristagora da Mileto, egli chiese l'aiuto di Atene (che non aveva buoni rapporti con la Persia).
Un contingente ateniese quindi appoggiò i ribelli nel fallito assedio di Sardi, dove avrebbero dato alle fiamme la città (secondo Erodoto) e in seguito nella battaglia di Efeso, dove fuggirono, venendo sbaragliati dalla cavalleria persiana. La rivolta continuò fino al 493 a.C. circa quando tutte le ribellioni furono sedate.
Dario I divenne furioso e decise di sottomettere le polis greche, così nel 492 a.C. nominò Mardonio a capo della spedizione bellica, partirono quindi due armate: una che passava per mare e una per terra. La prima fu distrutta da una violenta tempesta presso il Monte Athos mentre la seconda subì gravi danni nella Tracia e si decise di fare ritorno. Dario cercò la diplomazia e mandò degli ambasciatori per far soggiogare pacificamente le polis, tutte accettarono a parte Atene e Sparta che uccisero gli ambasciatori.
2 anni dopo Dati ed Artaferne guidarono una seconda spedizione dove assediarono Eretria (in questo assedio partecipò anche Ippia), poi si mossero verso Maratona, seguendo un consiglio sempre di Ippia; Atene chiese aiuto a Sparta ma costoro declinarono perché impegnati nelle feste Carnee.
Atene dovette quindi arrangiarsi e schierarono tutto l'esercito contro gli immortali persiani, inizialmente ci fu uno stallo ma poi gli Ateniesi furono in grado di accerchiare i Persiani e li sconfissero, nonostante la grande sproporzione tra gli eserciti, in seguito i Persiani vollero assaltare Atene dal mare ma furono battuti sul tempo dall'esercito ateniese, decisero perciò di fuggire. Le vittorie di Atene vanno indubbiamente attribuite all'ingegno dei polemarchi Callimaco e Milziade, della famiglia illustre dei Filaidi. In questo periodo si colloca la vicenda di Fidippide, che corse 42 km per avvertire della vittoria e poi morì dalla stanchezza, la prima maratona.

#### Periodo interbellico e vittoria decisiva
Durante il periodo interbellico iniziò a nascere una "lega panellenica" (οἱ Ἕλληνες) anti-persiana comandata in sintesi da Atene e Sparta, le città più importanti di quel periodo, più un congresso di delegati politai.
Ad Atene stava avvenendo un importante dibattito tra due politici, Aristide e Temistocle – il primo era uno stratego reduce di Maratona, che era più moderato, ed era intenzionato a stabilire un accordo coi Persiani; il secondo, eponimo del 493 a.C., era convinto di sconfiggere i Persiani e propose la sua "legge navale". Furono loro i protagonisti della scena ateniese, dopo che Milziade era diventato impopolare e morì poco dopo.
La disputa fu vinta da Temistocle, che ostracizzò Aristide e attuò la sua riforma, devolvendo le ricchezze della città per espandere la flotta ateniese, aggiungendo un centinaio di triremi.
Morto Dario I, il figlio Serse riorganizzò una nuova possente armata e partì via terra verso la Grecia, arrivando in Macedonia e poi Tessaglia, la lega panellenica tentò di fermare l'avanzata persiana presso la valle di Tempe, ma dovettero ritirarsi e scesero in Focide. Qui avvennero le prime battaglie della seconda guerra persiana, la battaglia delle Termopili, dove gli Spartani praticamente da soli difesero il passo in modo valoroso, ma furono sconfitti a seguito di un tradimento (fu quindi una vittoria pirrica per i Persiani) e la battaglia navale di Capo Artemisio, poco più a Nord verso l'Eubea, dove la flotta persiana riuscì a distruggere parzialmente la flotta ateniese che decise di ritirarsi dopo aver appreso della sconfitta alle Termopili.
Con la ritirata dei Greci i Persiani divamparono in Beozia e si apprestarono in Attica, Atene fu evacuata e gli abitanti fuggirono verso il Meridione e si preparò una difesa sull'istmo di Corinto; Atene fu velocemente presa dai Persiani, data alle fiamme e alcuni antichi monumenti furono rasi al suolo.
La lega non si arrese e, su consiglio di Temistocle, fu deciso di attrarre la flotta nemica nello stretto dell'isola di Salamina dove vennero poi assaliti di sorpresa: le piccole triremi greche ebbero la meglio sulle pesanti navi persiane nel 480 a.C., e si diedero alla fuga. Nell'entroterra i Persiani guidati da Mardonio terminarono la razzia di Atene e si spostarono a Tebe avendo sentito dell'arrivo imminente di forze greche dal Peloponneso, le quali sconfissero e fecero fuggire i Persiani a Platea, e uccisero Mardonio, nella battaglia partecipò Aristide (perdonato dall'esilio) ma i veri protagonisti della battaglia furono gli Spartani. Similmente la flotta greca inseguì quella persiana in fuga fino a Capo Micale in Ionia dove Atene e Sparta sferrarono il colpo finale e i Persiani si ritirarono.
Mentre i Persiani si ritirarono i greci attuarono un'offensiva per liberare le coste d'Anatolia e della Ionia: molte città si erano già ribellate con successo e le forze congiunte mossero sul Chersoneso Tracico e la Troade e in particolare la città strategica di Bisanzio, conquistata da Pausania, generale spartano che in realtà non era più a capo della spedizione (gli stessi spartani si erano ritirati e lui era divenuto impopolare), ma lo fece lo stesso.

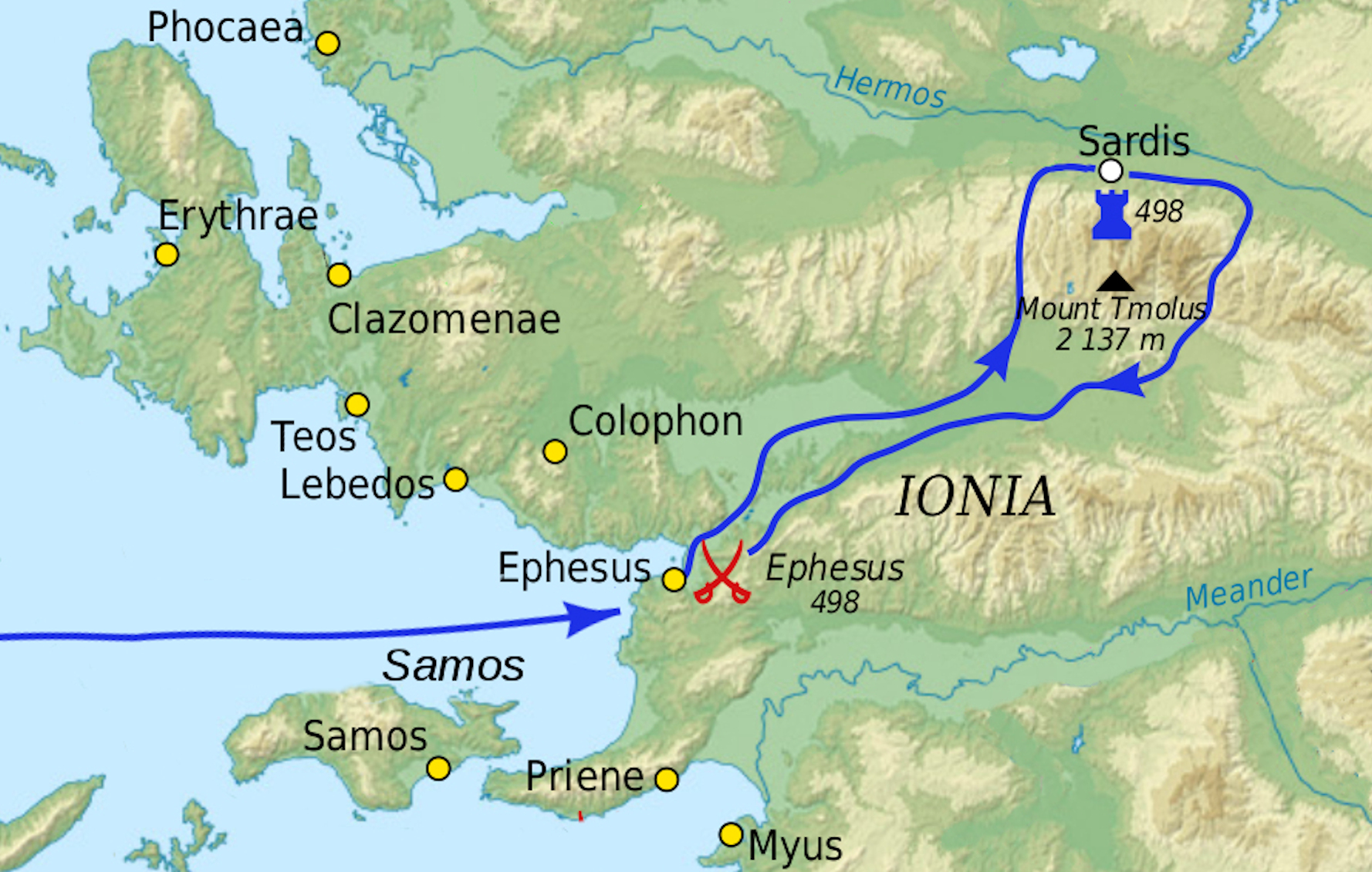
Rivolta Ionica

Le guerre Persiane

### Atene periclea e duello con Sparta

#### Egemonia ateniese e primi scontri
Come sopracitato, la lega panellenica aveva riconquistato i territori europei ed anatolici ancora in mano ai Persiani, ma nel mentre la coalizione si era fratturata e Sparta aveva abbandonato la campagna (per gli storici fu il punto di rottura delle relazioni Sparta-Atene) le città liberate entrarono quindi in alleanza con Atene e fu creata la lega delio-attica o "impero ateniese"; una confederazione marittima tra polis greche tra cui Mileto, Bisanzio, Nasso, Eubea, le Cicladi, il Dodecaneso, le Sporadi e Delo ma anche alcune colonie come Rhegion e Leontinoi. Sorta come nuova alleanza anti-persiana, divenne poi uno dei blocchi dell'antica Grecia in conflitto con la lega peloponnesiaca. Intanto Atene venne rapidamente ricostruita dal vecchio Temistocle, e anche da Aristide, i quali promossero la ricostruzione delle mura di Atene andate distrutte (chiamate proprio Mura Temistoclee), riformarono la neonata lega delio-attica e fortificarono ulteriormente la città e il porto del Pireo, cosa che gli Spartani non volevano, alla fine Temistocle fu costretto all'ostracismo perché diventato impopolare. Al suo posto arrivò Cimone, figlio di Milziade, già stratego con Aristide nel teatro dell'assedio di Bisanzio e capo della lega; costui tentò di migliorare le relazioni con Sparta, poi nel 465 a.C. (data incerta) sbarcò con gli eserciti legati in Licia e annientò i Persiani nella battaglia dell'Eurimedonte, compì anche scorrerie nell'Egeo e nella Tracia meridionale come Taso e Chersoneso. Nel mentre Sparta stava affrontando una ribellione interna degli iloti (terza guerra messenica) e Cimone decise di aiutare Sparta ma furono respinti per un timore spartano, questo distrusse quel poco di amicizia rimasto tra le polis e fu anche la causa di ostracismo di Cimone, sostituito da Efialte, suo oppositore politico, che effettuò riforme democratiche tra cui l'indebolimento dell'Aeropago.
Dopo Efialte (che finì assassinato) fu il momento di Pericle, degli Alcmeonidi, il quale divenne capo del partito popolare e quindi la figura più influente della città: il suo periodo di attività fu così importante per Atene e la Grecia che non solo prende il suo nome (Età di Pericle) ma fu anche il picco massimo dell'Età classica della Grecia, egli introdusse nuove riforme democratiche, tra cui l'istituzione di un compenso monetario per tutti i cittadini e permise certe libertà ai meno benestanti, rese le cariche a sorte e rinforzò il controllo di Atene sulla lega, arricchendo la città che prosperò. A questo periodo risale la costruzione del Partenone nonché il periodo di attività di importantissimi personaggi come Eschilo, Sofocle ed Euripide (scrittori), Erodoto e Tucidide (storici), Ippodamo (architettura), Fidia e Policleto (scultura), Ippocrate (medicina), Socrate, Platone e Aristotele (filosofi), nonché la diffusione di correnti filosofiche come le scuole sofista ed eleatica, tra i più memorabili.
Completò poi la costruzione delle Lunghe Mura di Atene e fu ostile a Sparta, alleandosi con le sue storiche nemiche e guidando Atene nella prima fase della lunga Guerra del Peloponneso composta da due battaglie. La prima fu la battaglia di Tanagra dove gli ateniesi finirono per essere traditi dai tessali di cui si fidavano, furono quindi sbaragliati da Sparta che però non era intenzionata ad invadere la città, Atene sconfisse poi i beoti ad Enofita, con cui conquistarono una grande regione della Grecia continentale e l'Eubea sotto lo stratego Mironide.
Questo periodo della storia ateniese è definito dagli studiosi "egemonia ateniese" non solo per la grandezza di Atene e della sua lega nel mondo greco ma anche per il massimo periodo di splendore che attraversò. L'esercito ateniese aveva già compiuto molte incursioni tra cui le già menzionate battaglie contro i Persiani in loro territorio e in terre traciche, poi diverse nel Peloponneso settentrionale e a Sicione e in generale nell'Egeo.
In particolare, negli anni '50 del 400 a.C. (secondo la maggior parte delle cronologie tra cui quella di Donald Kagan) i contingenti ateniesi supportarono Inaros, un re libico che aveva fatto iniziare una rivolta nella satrapia persiana dell'Egitto, fecero scalo in Cipro e poi risalirono il Nilo per unirsi alle forze rivoluzionarie, affrontarono i persiani in una località di nome Pampremide, dove vinsero e arrivarono fino a Menfi, dove però la rivolta fu messa a tacere dalle forze di Megabizo e si dispersero nella Libia. La spedizione in Egitto fu fallimentare e determinò la conclusione dell'egemonia, difatti Atene stava perdendo i suoi possedimenti dell'entroterra che si erano ribellati (come la Beozia), poi recuperate in un accordo con Plistoanatte di Sparta.
Nel 451 a.C. Cimone ritornò ad Atene e con Pericle raggiunse una tregua con Sparta (la guerra era giunta ormai ad uno stallo), inizialmente quinquennale e poi trentennale (pace dei trent'anni), precedentemente era anche stata firmata la pace di Callia (da Callia II) con i Persiani, ma la sua esistenza è controversa.
     Attica ateniese
     Entroterra e colonie
     Lega delio-attica

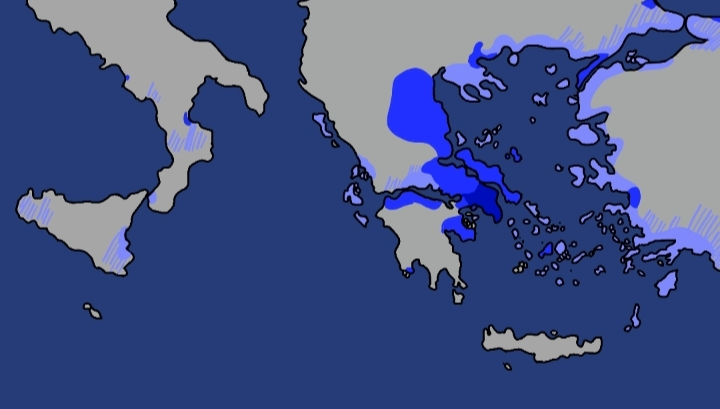
Massima estensione del potere ateniese
Attica ateniese
Entroterra e colonie
Lega delio-attica

Particolare è anche l'incursione della lega delio-attica sull'isola di Cipro, avvenuta a metà del V secolo a.C., dove tentarono l'assedio di Cizio, ma dovettero poi ritirarsi e furono definitivamente espulsi nella battaglia di Salamina (un interessante caso di omonimia). Fu l'ultima azione militare di Cimone, che in realtà morì a Cizio ma gli ateniesi ne erano rimasti all'oscuro.

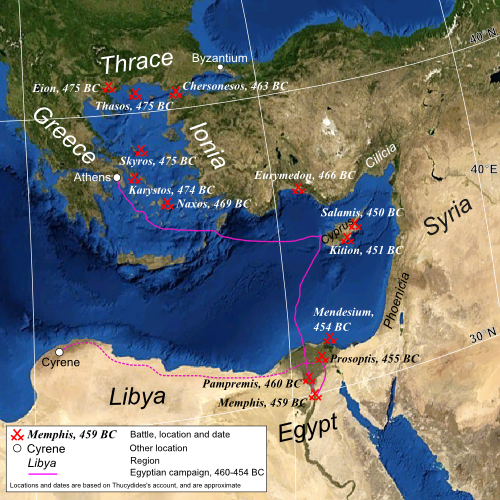
Campagne della lega delio-attica tra il 470 e il 450 a.C. circa

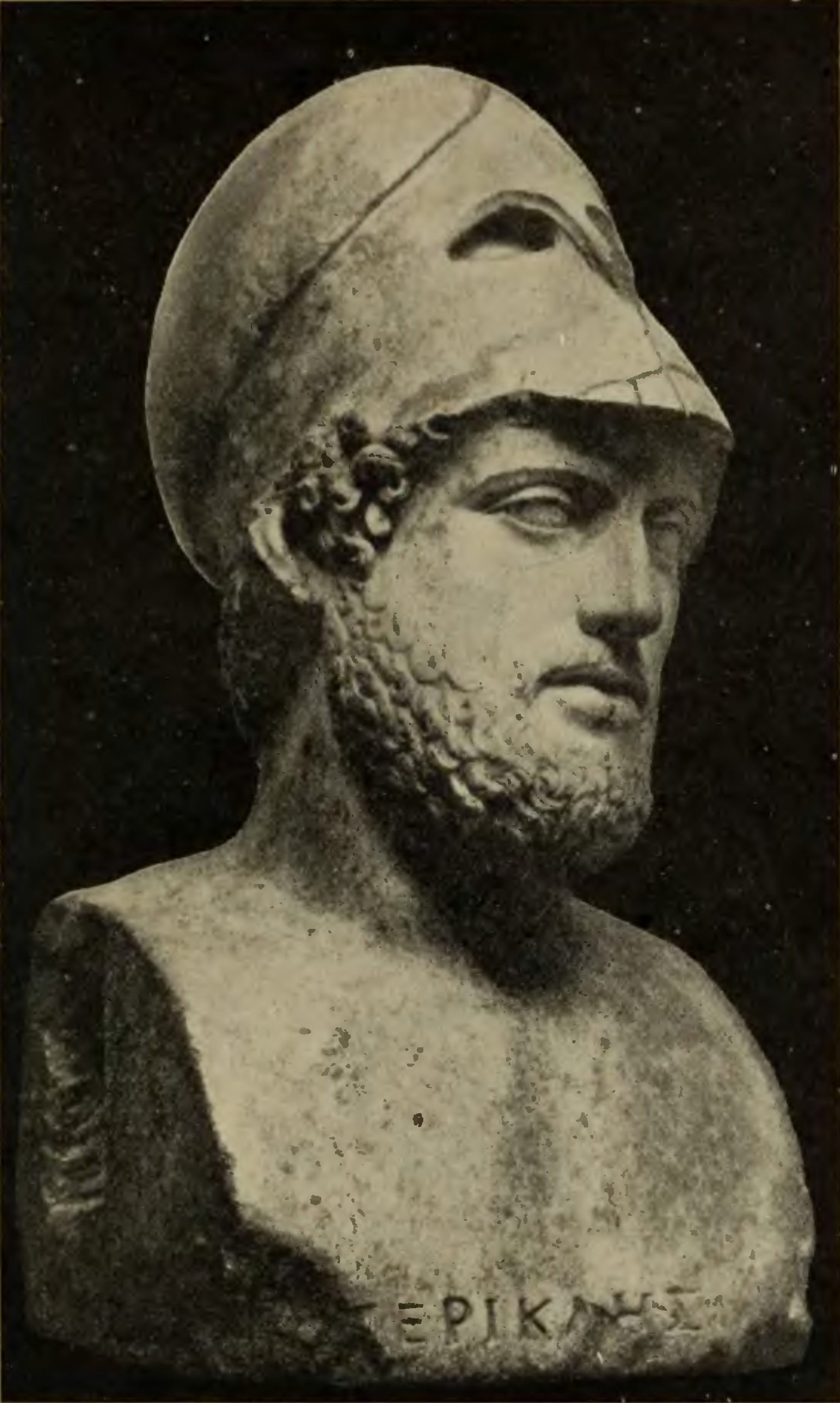
Pericle (raffigurazione di un busto del British Museum)

### Sparta vince
La pace dei trent'anni non era destinata a durare.
Tra il 440 e il 439 a.C. l'isola di Samo tentò di uscire dalla lega delio-attica e sfruttò una controversia che stava avendo con Mileto; Atene riuscì facilmente a sconfiggere e sedare la sommossa, poi per impedire che altri membri si ritirassero rinforzò la propria influenza insediando coloni ateniesi in giro per la lega (cleruchie).
Alla fine la guerra del Peloponneso ripartì quando Atene partecipò allo scontro tra Corfù ed Epidamno ed aveva introdotto nuove restrizioni sulla lega, il re spartano Archidamo II e i membri della lega peloponnesiaca (Corinto, Epidauro, Tebe e altre) mossero per invadere l'Attica.
Pericle, divenuto stratego dopo aver ostracizzato il suo nuovo rivale Tucidide, decise ingegnosamente di mettere al sicuro la popolazione nelle Lunghe Mura e di far arrivare rifornimenti dalla lega, difatti la città era inespugnabile – eppure gli ateniesi furono colpiti da una disgrazia, ovvero la diffusione della "peste di Atene", un probabile focolaio di Yersinia Pestis che produsse circa 75.000 vittime tra cui Pericle stesso, allontanando gli Spartani. La città di Atene andò sotto l'egida di Cleone, che cercò di risistemare la situazione opprimendo una rivolta avvenuta sull'isola di Lesbo e sconfiggendo gli spartani a Pilo e Sfacteria (la più dura), dove fu generale Demostene. Gli spartani risposero "liberando" Anfipoli sotto il generale Brasida, nella seguente battaglia, morirono sia Brasida che Cleone, inoltre Tucidide (lo scrittore) partecipò. Onde evitare il peggioramento delle condizioni, Sparta e Atene firmarono una temporanea pace, la pace di Nicia, ma anch'essa durò poco.
Intanto Atene era anche rimasta coinvolta negli eventi bellici della Magna Grecia: in Sicilia infatti stava avvenendo una lotta tra l'espansionista Siracusa (simpatizzante con la lega di Sparta) e Leontinoi, alleata di Rhegion che chiese aiuto ad Atene, portando alla prima spedizione ateniese in Sicilia, ma la loro contribuzione fu un fallimento e la guerra si risolse a Gela.
Nel 415 a.C., approfittando dello scoppio di una guerra tra Selinunte e Segesta, Atene decise di intraprendere una seconda spedizione supportata, tra gli altri, da Alcibiade, un Alcmeonide aspirante, ma costui non partecipò alla spedizione, venendo richiamato dopo accuse di aver partecipato nel misterioso scandalo delle erme, fuggì però a Sparta dove aiutò la città nemica ad allearsi con i persiani.
La spedizione siceliota si rivelò un grande fallimento: Nicia e Demostene cercarono invano di conquistare Siracusa con un lunghissimo assedio e ben due battaglie navali, ma alla fine furono pesantemente sconfitti, anche grazie all'arrivo di rifornimenti da Sparta; gli stessi comandanti ateniesi furono giustiziati e la flotta decimata, che non riuscì a fuggire a causa di un'eclissi lunare e furono gettati nelle Latomie. Il suo fallimento causò non poco scompiglio – nel 411 a.C. Atene subì un vero e proprio colpo di stato ai danni della propria democrazia, e venne istituita la Boulé dei Quattrocento, capitanata da oligarchici quali Pisandro, Frinico ed Antifonte, smantellando il governo che Atene conosceva e abrogando le leggi precedenti, e la cittadinanza fu relegata a solamente 5000 individui.
Questo clima durò a malapena 4 mesi dopodiché la flotta ateniese, che aveva anche riammesso Alcibiade (ora odiato da Sparta) e Teramene e Aristocrate defezionarono per far cadere il governo. Nel 410 a.C. Teramene promulgò una costituzione, che formava la Boulé dei Cinquemila, un governo simile a quello pre-clistenico, ma anch'esso durò in pratica meno di un anno e fu poi riportato tutto alla normalità.
Alcibiade, diventato il nuovo protagonista, si scontrò per mare con gli spartani nell'ultima fase di guerra, vinse a Cizico ma i lacedemoni si rifornirono grazie ai persiani e prevalsero a Nozio, al punto che deposero Alcibiade per sostituirlo con Conone. Seguì la vittoria ateniese alle Arginuse dove lo spartano Callicratida morì con la flotta spartana, ma anche quella ateniese fu sopraffatta da una tempesta.
Gli spartani avevano addirittura proposto un armistizio ad Atene, ma loro inconsciamente rifiutarono, per cui le sorti della guerra si decisero nella battaglia di Egospotami (405 a.C.) dove la grande flotta ateniese fu completamente devastata da quella di Lisandro, che poi conquistò la Tracia ateniese e marciò su Atene assediandola per un anno fino al 25 aprile del 404 a.C., giorno in cui Atene si arrese ufficialmente e Lisandro entrò nella città.
Inizialmente era nei piani la distruzione della città ma Lisandro si oppose dicendo che «sarebbe un'infamia estinguere uno degli occhi della Grecia», si decise allora di umiliare la città ed adottare termini durissimi, tra i quali:
- Riduzione del territorio di Atene alla sola città
- Smantellamento della lega delio-attica e delle colonie
- Resa della flotta
- Subordinazione alla lega peloponnesiaca (vale anche per i suoi alleati)
- Distruzione delle Lunghe Mura
- Abolizione della democrazia[65]

Atene fu ridotta a un semplice vassallo di Sparta, nel nuovo scenario dell'egemonia spartana era governata da un armosta e poi internamente dai Trenta Tiranni, fantocci di Sparta capitanati da Crizia, i quali stabilirono un regime del terrore.
- Trenta Tiranni: Anezio, Aresia, Cherelao, Caricle, Cremo, Cleomede, Crizia, Diocle, Dracontide, Erasistrato, Eumate, Fedria, Fidone, Ierone, Ippoloco, Ippomaco, Melobio, Mnesilico, Mnestide, Onomacle, Pisone, Policare, Teogine, Teognide, Teramene, Aristotele, Eratostene, Eschine, Euclide, Sofocle (omonimi)[66][67]

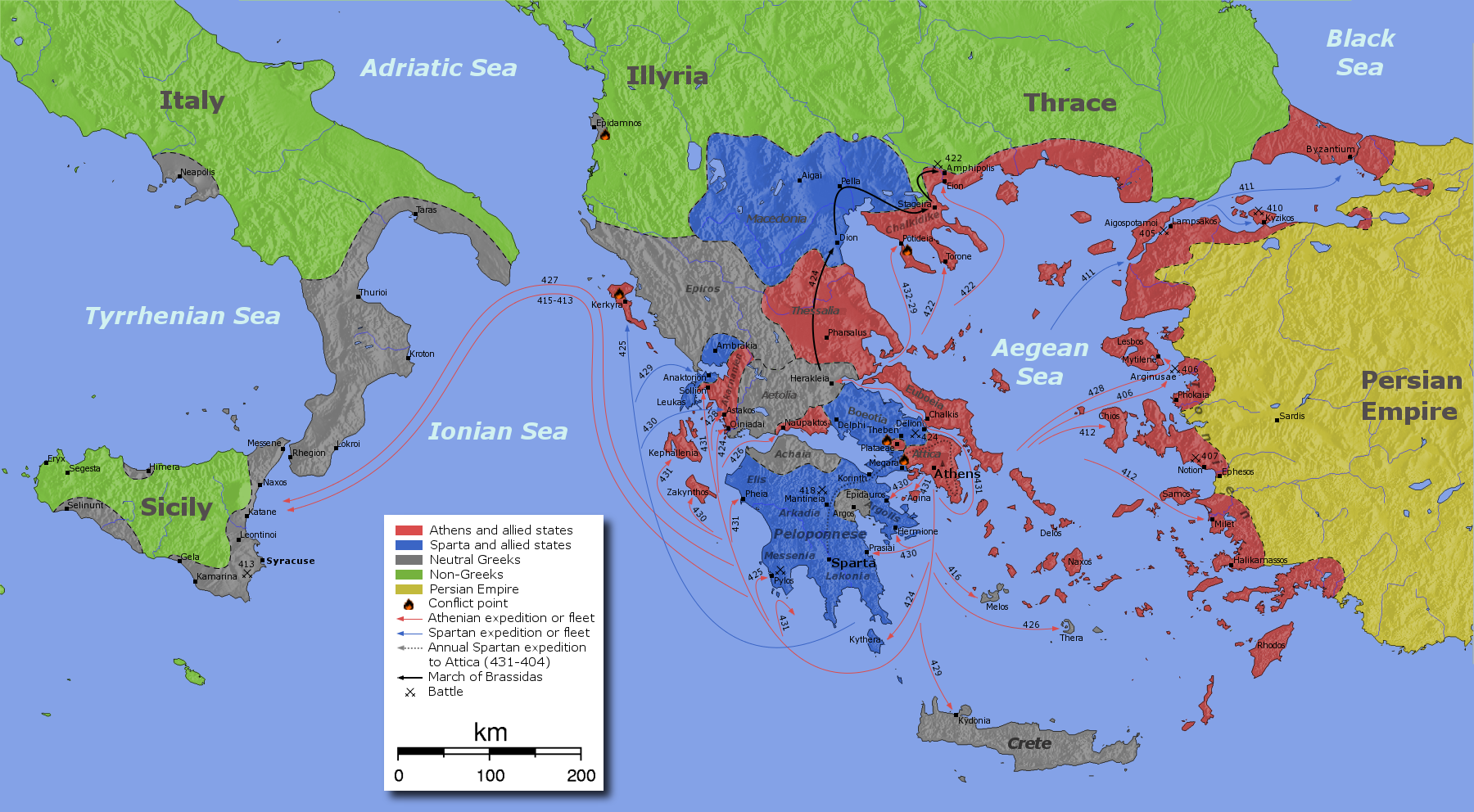
Guerra del Peloponneso

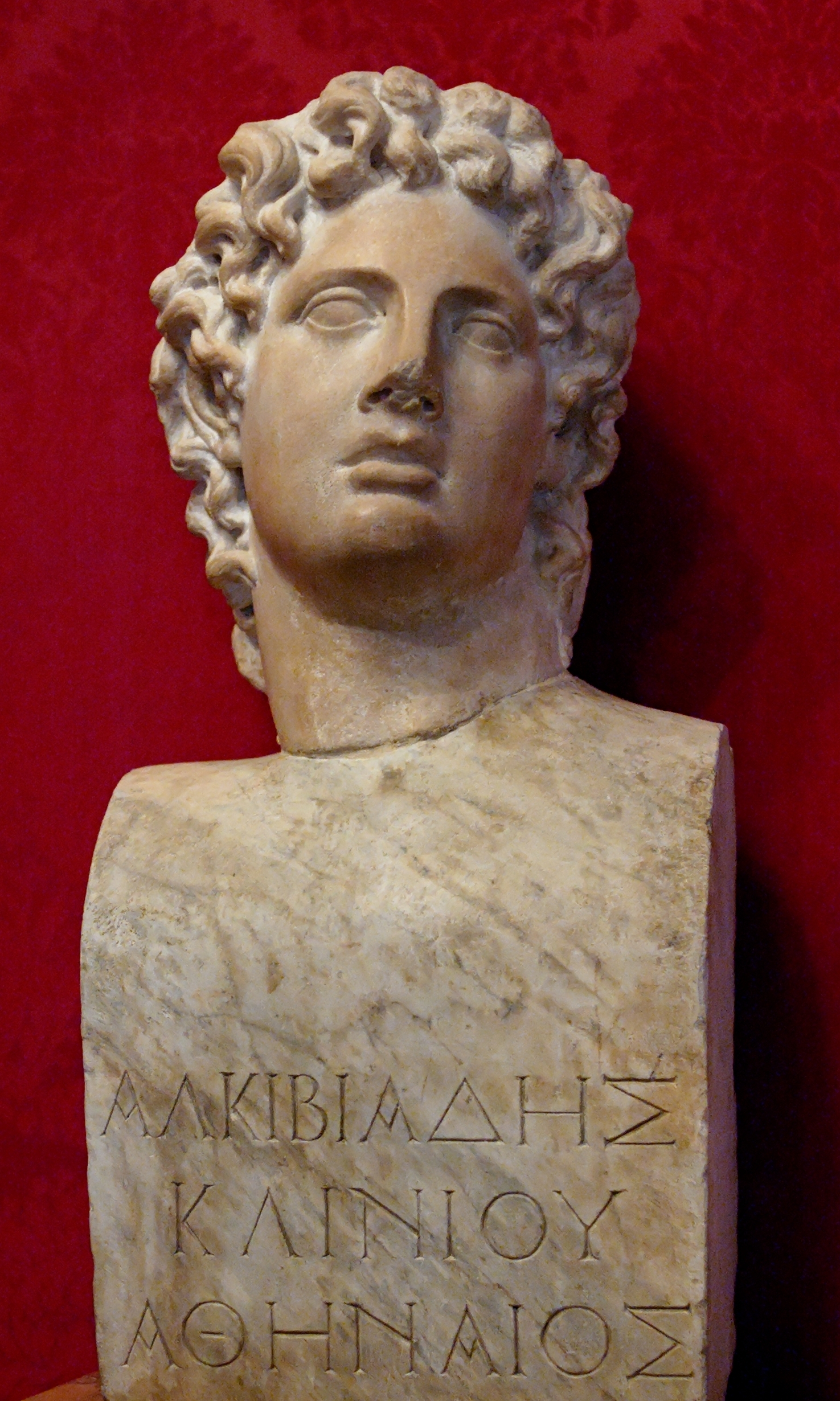
Alcibiade (Musei Capitolini)

## Età ellenistica

### La crisi e la rinascita di Atene
La fine del V secolo e l'inizio del IV secolo a.C. fu un periodo difficile per Atene: i Trenta Tiranni avevano instaurato un brutale regime oligarchico e militare, dove molte leggi storiche erano state abrogate, le libertà furono limitate, furono perdonati molti esiliati politici, confiscate molte proprietà e ci fu un'asprissima repressione del partito opposto. Ma sorsero anche contrasti tra i tiranni stessi, in particolare tra Crizia e Teramene.
A causa della situazione i dissidenti e oppositori fuggirono a Tebe e Megara, le forze furono poi coagulate e, alla testa di Trasibulo, decisero di occupare la roccaforte di File che era stata abbandonata, e nella battaglia di File nell'inverno 403 a.C. i rivoluzionari colsero di sorpresa i filo-spartani guidati da Callibio e poi si mossero presso il Pireo dove sconfissero di nuovo i tiranni a Munichia dove perì Crizia.
A seguito di questa sconfitta, i tiranni fuggirono verso Eleusi e furono sostituiti da una decarchia, che chiese l'ausilio di Sparta, a cui corrispose Lisandro che fu sostituito in favore di re Pausania che ottenne una vittoria al Pireo ma optò per la diplomazia e fece ristabilire la democrazia ad Atene, trasferendo gli ex-tiranni nella nuova repubblica di Eleusi, uno stato indipendente da Atene che però ebbe breve durata, nel 401 a.C. sotto l'eponimo Xeneneto o Senineto, Atene si insospettì e re-incorporò il territorio dopo aver massacrato gli oligarchici.
Rapidamente Atene si risollevò, Trasibulo insieme ad Archino annullò le azioni dei tiranni, ricostruì le Lunghe Mura e fondò una nuova lega, la seconda lega delio-attica, che conteneva membri della lega originale come Bisanzio, Lesbo, Rodi e soprattutto Tebe; la differenza principale era che ora le polis membri avevano piena autonomia.
Atene poi fu compagna di Tebe durante le sue guerre contro Sparta e appoggiò la lega beotica, dove vinsero nella battaglia navale di Cnido (394 a.C.).
Sotto l'egemonia tebana però, questa alleanza si ruppe e sia Atene che Sparta combatterono sullo stesso lato contro Tebe nella battaglia di Mantinea in cui perì il seppur vittorioso Epaminonda, il colpo di grazia venne poi durante la terza guerra sacra. Atene e Sparta si affrontarono per l'ultima volta nella battaglia di Nasso dove Atene guidata da Cabria vinse. Intanto però Atene perse il suo controllo su Bisanzio e Rodi nella guerra degli alleati.

Busto di Trasibulo, copia di Roma

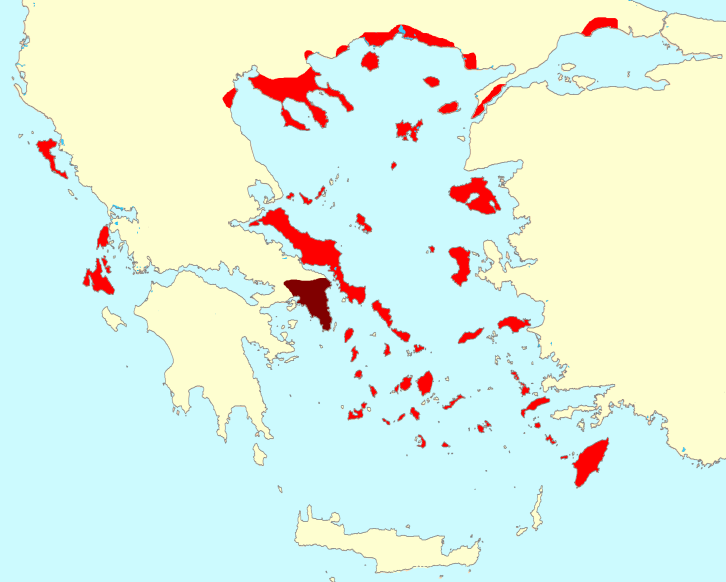
Estensione della seconda lega delio-attica

### Macedoni e diadochi
Le polis greche si erano ormai fortemente indebolite e ciò coincise con l'ascesa di Filippo II di Macedonia, costui, dopo aver preso Anfipoli, aveva approfittato della terza guerra sacra aiutando i tessali contro la Focide, alleata di Atene e Sparta, che persero nella battaglia dei Campi di Croco (tra le più sanguinose della storia ellenica) con cui la Macedonia conquistò Tessaglia e Calcidica, dopo che si era alleata con Atene. Filippo tentò di scendere in Focide ma fu fermato dagli ateniesi alle Termopili, questi ultimi poi, su consiglio del politico ed oratore Demostene, autore delle Filippiche in questo contesto, aiutarono la città di Olinto ma dovettero poi ritirarsi a seguito di una ribellione in Eubea.
Alla fine la situazione si calmò con la pace di Filocrate, firmata da Filocrate, Demostene ed Eschine con cui Atene riconobbe la supremazia di Filippo II sul Nord della Grecia. La pace fu violata in poco tempo dallo stesso Demostene, che cercò qualsiasi pretesto per accusare i Macedoni; costoro tentarono l'assedio di Bisanzio ma fu abbandonato. A seguito scoppiò la quarta guerra sacra (339-338 a.C.), fomentata da Atene e Tebe, adesso alleate di nuovo. Filippo II penetrò in Focide, nella Locride Ozolia e arrivò alle porte della Beozia, dove sconfisse definitivamente la lega anti-macedone nella battaglia di Cheronea, a cui partecipò il figlio di Filippo, un certo Alessandro III, in futuro Magno.
Filippo decise di non sottomettere le città greche nel Meridione ma decise comunque di inglobarle nella lega di Corinto dove erano dipendenti da lui e che le includeva tutte con l'eccezione di Sparta. La morte di Filippo causò un periodo di defezioni nella lega di Corinto, ma Alessandro scese di persona con il suo esercito in Tessaglia e bloccò le rivolte, distruggendo poi Tebe e sottomettendo anche Sparta nella lega, Atene fu risparmiata.
Nel complesso capitolo che seguì la morte di Alessandro Magno e la disputa sulla successione tra i suoi generali che poi sfociarono nelle guerre dei diadochi Atene cercò di liberarsi dal suo giogo e organizzò una rivolta con alcune città tessali, sotto Leostene tentò l'assedio di Lamia. A seguito le forze congiunte di Antipatro e Cratero (eredi di Alessandro in Grecia) sconfissero gli elleni a Crannone e posero fine alla guerra, dopodiché Atene fu governata da Focione, che sperava nello stabilire relazioni cordiali con la Macedonia di Cassandro, ma fu giustiziato e solo poi sostituito da Demetrio Falereo, poi a sua volta spodestato da Demetrio I Poliorcete. Sul trono macedone si insediò poi suo figlio Antigono Gonata che tentò di ristabilire la supremazia militare sulla Grecia e dovette scontrarsi con Atene e Sparta, unite in alleanza con Tolomeo, Antigono vinse la guerra (chiamata cremonidea, dopo l'ateniese Cremonide) e assediò la città e la integrò nel suo territorio ma in seguito riacquistò l'autonomia (dipendente dal regno di Macedonia), in seguito si tenne neutrale nella rivalità tra la lega achea e lega etolica. Antigono introdusse poi le tribù Antigonide e Demetriade, che furono in seguito abolite e sostituite dalla Tolemaide e Attalide. 

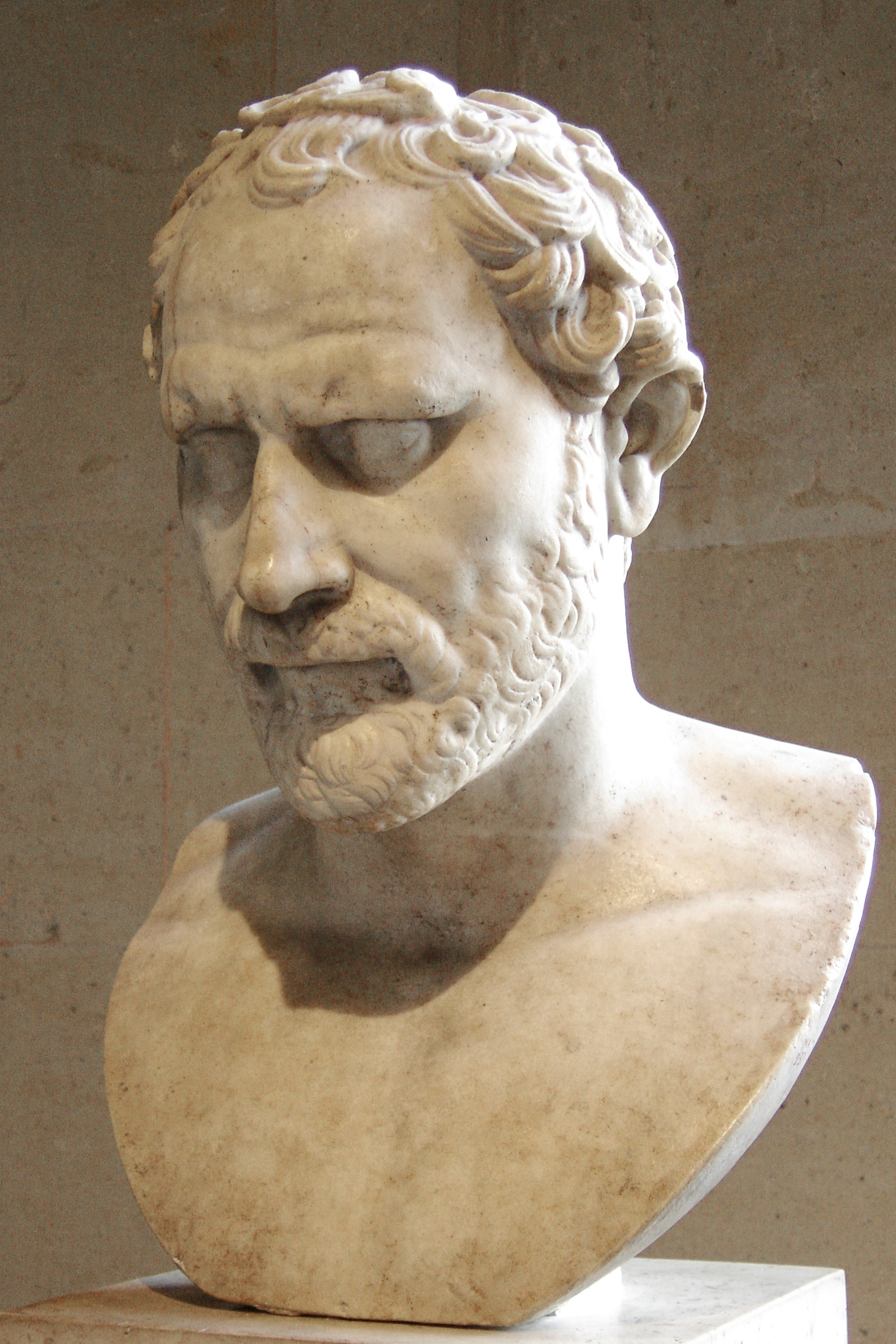
Demostene (copia romana di un artista di nome Polieuto)

### Sotto Roma
(Quinto Orazio Flacco, Epistole)
Con il tramontare dell'età ellenistica la Grecia cominciò ad entrare in contatto con Roma. Sconfitti Pirro e poi Annibale si scontrò con l'impero Seleucide di Antioco III, e si affrontarono in Grecia, non lontano da Atene, in Etolia ed Acarnania e poi in Tessaglia, e alla guerra partecipò anche Filippo V, le polis peloponnesiache della lega achea, allarmate, si allearono con Roma e prestarono aiuto nella guerra contro Antioco, vinta dai romani in Asia Minore. Precedentemente, la lega aveva appoggiato i Macedoni contro Roma.
Nella seconda guerra macedonica (200-197 a.C.) il regno ellenistico macedone fu ufficialmente cacciato dalla Grecia dai romani, Pergamo e Atene, che combatté per Roma. Filippo fu confinato in Tessaglia e molte polis cambiarono lato, con il risultato che finirono sotto l'influenza romana, che promuoveva la "liberazione della Grecia". Nella terza guerra macedonica la Macedonia fu ridotta a uno stato cliente di Roma, e così anche le polis.
Infine nel 146 a.C. con la battaglia di Corinto la lega achea fu sciolta e Grecia e Macedonia incorporate ufficialmente nella repubblica romana e spartite tra le province di Macedonia, Epiro, Tracia e Acaia; Atene era formalmente ancora un cliente, perché il suo governo era alleato di Roma, per cui, per circa mezzo secolo, Atene rimase l'unica città greca ancora indipendente, nemmeno Sparta era rimasta, ed era stata accorpata alla provincia d'Acaia.
La convivenza rimase fino all'88 a.C., quando Aristione divenne tiranno d'Atene, rovesciò il governo ateniese e divenne un corrispondente di Mitridate VI del Regno del Ponto, che inevitabilmente la coinvolse nella prima guerra mitridatica, in cui fece insorgere l'Acaia romana e attaccò Delo. I romani risposero assediando sia Atene sia il porto del Pireo dall'87 all'86 a.C.; con Lucio Cornelio Silla le truppe romane distrussero le Lunghe Mura, tagliarono le risorse e rifornimenti cittadini e alla fine Atene capitolò stremata il 1º marzo 86 a.C., anche il Pireo cadde poco dopo e fu completamente distrutto. Atene fu assoggettata nella provincia d'Acaia e fu saccheggiata e danneggiata fortemente dai romani (che però non toccarono i monumenti), e Silla proibì che venisse incendiata.

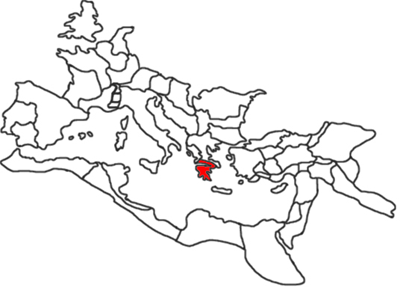
Provincia romana dell'Acaia

Durante la guerra civile fra Cesare e Pompeo gli Ateniesi si dichiararono fedeli a quest'ultimo. Tuttavia, dopo Farsalo e la sconfitta pompeiana, l'Assemblea si preoccupò di inviare a Cesare un'ambasceria per chiedere perdono. In tutta risposta, Cesare, accettò sì di essere clemente con la città benché con un'ammonizione agli ambasciatori:  «Quante volte ne uscirete grazie alla gloria dei vostri antenati, dal momento che voi non cessate di contribuire alla vostra rovina?». L'allusione di Cesare potrebbe richiamare alla clemenza riservata alla città, seppur parzialmente, anni prima anche da Silla. Con la morte di Cesare, Atene si dichiarò fedele ai cesaricidi Bruto e Cassio e, con l'ingresso dei due in città, i cittadini eressero due statue bronzee poste a fianco a quelle di Armodio ed Aristogitone, i due cospiratori che cacciarono i Pisistratidi secoli prima.
Sotto la repubblica (e poi l'impero) Atene visse un iniziale periodo di decadenza dato il saccheggio da parte di Silla e incursioni dei pirati antichi, ma poi rifiorì durante la Pax Romana come la vicina Sparta e altre ex-polis, detenendo un minimo di autonomia: la carica di arconte esisteva ancora (ma probabilmente furono abolite le altre, visto che non si hanno più informazioni al riguardo) e Roma si impegnò di ricostruire Atene, perché ammirava le sue scuole di pensiero.
Infatti molti dei benestanti studiavano ad Atene o contattavano un pedagogo da lì, fu una crocevia di personaggi illustri e anche imperatori per cui si tende a dire che «Roma conquistò la Grecia con le armi, ma essa la conquistò con la sua cultura raffinata». I romani costruirono la loro agorà vicino a quella originale greca, che fu molto trafficata e importante, e in cui eressero la torre dei venti, l'unico orologio risalente all'antichità classica che è ancora in piedi, poi furono eretti alcuni templi e teatri sull'Acropoli come il teatro di Dioniso, dove venivano messe in scena le grandi opere greche e si esibì Nerone, e altre opere architettoniche come l'odeon ateniese, i romani inserirono anche una tredicesima tribù, l'Adrianide.
Infatti anche Adriano costruì, tra le altre, la biblioteca e l'arco di Adriano mentre Giuliano sembra aver studiato lì. La città ateniese, quindi, rimase una città influente e importante che affascinò i romani, e difatti aveva solamente perso in parte l'indipendenza.

## Medioevo

### Declino e rifioritura
Si sa quindi che Atene continuò a prosperare sotto Roma, ricevendo finanziamenti dalle influenti gentes romane; ma bisogna notare che le informazioni sulla città effettiva diventano progressivamente più frammentarie, e le uniche fonti sono le grandi costruzioni, la lista degli arconti eponimi e menzioni sporadiche.
Nelle liste arcontali appaiono personaggi di relativo spicco come Remetalce III che svolse la carica nel 36-37 d.C. e poi divenne re del regno tracico degli Odrisi, Gaio Giulio Filopappo (74-75) che fu principe del regno di Commagene, Domiziano (85-86), Adriano (112-113), Commodo (188-189) e Gallieno (264-265) che furono anche imperatori di Roma. Importante poi è anche Erode Attico, arconte 126-127, console nel 143 e pedagogo di Marco Aurelio oltre che importante oratore, le liste generalmente si fermano al V secolo.
La città fu infatti colpita dalla crisi del III secolo: fu saccheggiata dagli Eruli nel 267 e poi di nuovo dai Visigoti di Alarico nel 396, che distrussero gran parte della città e la rimpicciolirono; venne poi unita nella Diocesis Macedoniae della prefettura del pretorio d'Illirico e con la nascita dell'impero bizantino entrò nel thema di Hellas, il principale greco insieme a Nicopolis, Samos, Strymon, Thessalonike, Thrake e Kephalenia.
Con le riforme dell'imperatore Giustiniano I l'acropoli di Atene fu convertita e alcuni templi pagani soppiantati da chiese, furono anche chiuse le scuole di pensiero perché ritenute eretiche, quindi Atene iniziò a divenire lentamente meno importante nel grande scenario bizantino, ma non irrilevante.
Nell'Alto Medioevo subì incursioni da Avari e altri Slavi e poi di nuovo dai pirati saraceni tra il VI e il IX secolo a.C., esistono addirittura prove archeologiche che gli arabi tentarono di stabilirsi in Attica e si tende a pensare che fu eretta una moschea poi demolita.
Da Atene proviene la famiglia Sarantapechos, che diede i natali all'imperatrice Irene di Atene, che diede ad Atene un ruolo importante nella controversia iconoclasta. L'anno 1000 segnò un nuovo periodo di fioritura dove la città si espanse e fu ripopolata, oltre alla ripresa delle linee commerciali.

Thema bizantini

### Il ducato di Atene
Con la quarta Crociata del 1204 e lo smembramento dell'impero bizantino in feudi crociati, Atene riuscì a guadagnare l'indipendenza come ducato di Atene, fondato nel 1205 quando un cavaliere della Borgogna chiamato Otto de la Roche si proclamò duca d'Atene, ma il suo titolo fu riconosciuto solo dal 1260 col nome di Megaskyr (Μέγας Κύρης, "grande signore"). Inizialmente era dipendente dal regno della Tessalonica (a sua volta vassallo dell'Impero latino a Costantinopoli) ma dopo la sua conquista dal despotato d'Epiro finì sotto l'influenza del principato d'Acaia di Carlo d'Angiò.
La città aveva stretto patti d'alleanza con la vicina signoria di Negroponte sull'Eubea e anche coi mercanti della Serenissima repubblica, inoltre i duchi d'Atene, della famiglia de la Roche e poi Brienne, avevano come sede l'acropoli di Atene adesso restaurata.
Nel 1311 il ducato fu conquistato dalla compagnia Catalana nella battaglia di Halmyros e divenne uno dei territori soggetti alla corona d'Aragona che espansero notevolmente il suo territorio affiancandolo al ducato di Neopatria; Atene fu riorganizzata in modo simile alle città della Sicilia, alla fine venne catturata dal fiorentino Neri I degli Acciaiuoli nel 1388 che poi fece guerra con la repubblica di Venezia sul controllo della città, ma rimase comunque sotto il loro dominio (per quanto poi assoggettate al despotato di Morea bizantino) finché la città fu presa dagli Ottomani.

Grecia intorno all'anno 1210, presente il ducato di Atene

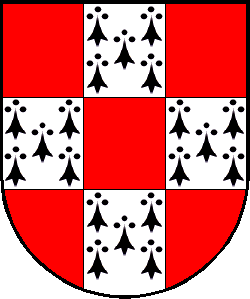
Stemma dei De la Roche

## Dall'età moderna al presente

### Atina
La città di Atene era già stata attaccata dall'impero ottomano nel 1397, alla testa del generale Yaqub Pasha, ma veneziani e fiorentini riuscirono a cacciarli. Alla fine nel 1458 le forze turche del generale Turahanoğlu Ömer Bey spedite da Mehmed II conquistarono la città e la posero prima nell'eyalet dell'Arcipelago e poi in quello della Rumelia, sotto il nome di Atina. Il titolo di duca d'Atene continuò ad esistere e infatti è ancora utilizzato oggi dai re di Spagna.
Si narra che il sultano, dopo aver visitato la città, emanò un editto dove proibiva la distruzione o il danneggiamento di essa; la città comunque perse il suo splendore e divenne una piccola città rurale abitata da un ristretto gruppo di persone (la maggior parte era emigrata), il Partenone era stato convertito in moschea e dal XVII secolo in poi iniziarono a conservarci polvere da sparo, causando a volte incidenti, la città fu poi amministrata da un kizlar agha per conto del sultano.
Durante le guerre turco-veneziane i veneziani di Francesco Morosini assediarono l'acropoli di Atene nel 1687 e riuscirono a espugnarla, diventando base della Serenissima per poco tempo, ma durante la guerra furono danneggiati molti templi antichi tra cui il Partenone, dandogli il suo aspetto attuale. Tornata in mano turche la città attraversò un nuovo periodo di relativa prosperità: stando a Ioannis Benizelos, la città si espanse con nuove opere architettoniche, godette di un governo semi-autonomo del tutto greco e aveva poche tasse da pagare. La situazione si arrestò nel 1752, quando Sari Muselimi divenne il nuovo kizlar agha e pascià, costui abusò il suo potere e i cittadini si rivoltarono e lui fuggì istigando una sommossa popolare, poi il suo potere fu ristabilito ma Atene fu rimossa dal kizlar e affidata a un governatore minore (sahib); il primo di questi, Ishmail Agha, fu un buon governatore.
Stando a vari visitatori inglesi, la città contava almeno 10.000 abitanti nel XIX secolo, che erano per la maggior parte greci cristiani ortodossi o arvaniti, avevano ristabilito una rete commerciale e fu neutrale nella rivolta Orlov; la città fu poi governata da Hadj Ali Hasek, che può essere considerato un vero e proprio tiranno – tolse agli ateniesi molte proprietà e governò in modo crudele per ben 5 mandati, fino a quando fu deposto e giustiziato nel 1795. Tra le sue attività ci fu la costruzione di un muro intorno ad Atene.
La città aveva stabilito un'ambasceria inglese e fu visitata da intellettuali inglesi, che prelevarono (o rubarono) antichi manufatti della città per porli nel British Museum come i marmi di Elgin.

### La città moderna

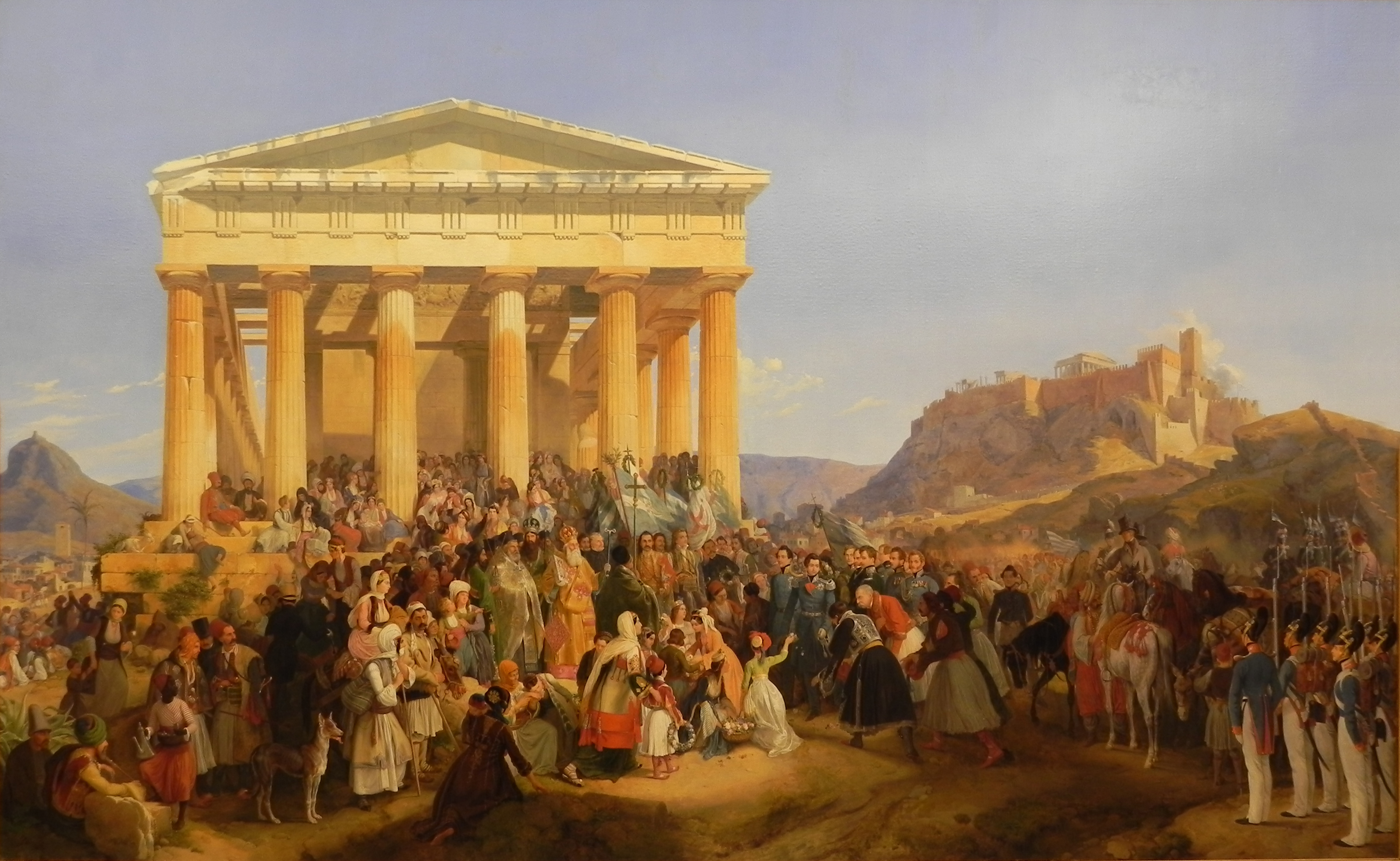
L'entrata del re Ottone di Grecia ad Atene, di Peter von Hess (1839), Neue Pinakothek

Durante la guerra d'indipendenza greca, i rivoluzionari greci avevano preso Atene senza alcun combattimento, ma per quasi un anno (1821–1822) si scontrarono con gli eserciti ottomani sull'Acropoli (primo assedio dell'Acropoli), dove li debellarono dopo un iniziale vantaggio turco; 4 anni dopo gli ottomani tentarono di riconquistare la città per un altro anno (secondo assedio dell'Acropoli, 1826–1827) mentre stavano combattendo anche presso il Falero, dove trionfarono i turchi che poi entrarono nell'Acropoli. A seguito intervennero le principali potenze europee che firmarono il trattato di Adrianopoli con cui la Grecia divenne un protettorato autonomo e nel 1830 si dichiarò indipendente il Regno di Grecia.
Il re Ottone I proclamò da subito Atene come capitale del regno per motivazioni storiche e culturali, la città in quel momento contava 4000 o 5000 abitanti ma con il suo nuovo status fu velocemente ripopolata e lo stesso re si prese cura di essa, incaricando alcuni funzionari di condurre una ricerca su tutti gli edifici della città per preservarli, poi finanziò la costruzione di nuovi edifici come l'università di Atene o i palazzi reali e parlamentari che attirarono nuovi abitanti (costituendo il nucleo iniziale della città moderna). La città fu costituita a municipio e inclusa nella periferia d'Attica (prima Attica e Beozia), inizialmente nella prefettura di Atene poi divenuta Atene Centrale, nell'agglomerato urbano chiamato "Grande Atene", a sua volta nell'area metropolitana omonima. Nel 1896 si tennero proprio ad Atene le prime olimpiadi moderne e la città raggiunse il milione di abitanti nei primi decenni del XX secolo, con l'afflusso dei greci d'Asia Minore fuggiti dopo la guerra greco-turca. La città oltrepassò un fortissimo periodo di modernizzazione che continua ancora oggi.

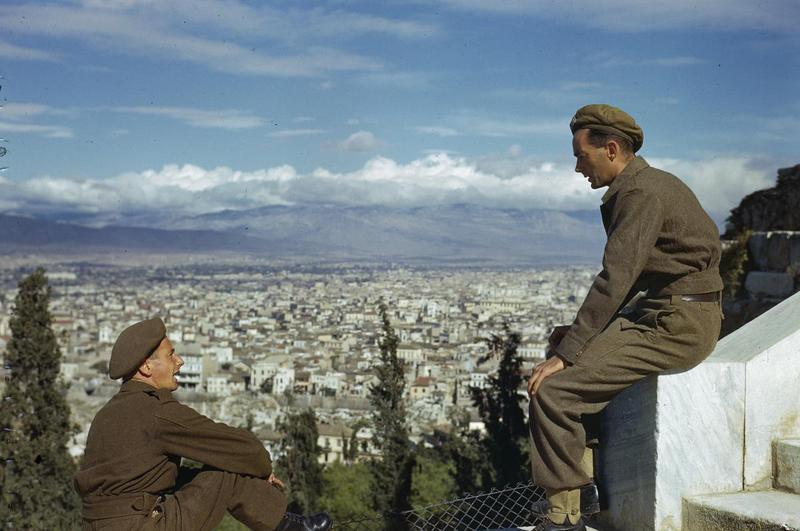
Truppe britanniche sull'Acropoli (ottobre 1944)

La Grecia venne occupata dall'Asse durante la seconda guerra mondiale (in particolare Atene fu occupata dai nazisti di Hellmuth Felmy e amministrata poi da Alexander Löhr e lo Stato Ellenico) e visse un terribile stato di precarietà chiamato "Grande Fame" (Μεγάλος Λιμός) a causa della mancanza di cibo sufficiente e l'ostilità degli occupanti, circa 40.000 morirono nella sola Attica. Allo stesso tempo fu uno dei luoghi principali dove si espanse la Resistenza (e in particolare quella greca), visibile con l'insurrezione ateniese del 22 luglio 1943 o la Dekemvriana che portò alla guerra civile greca tra i due principali partiti di liberazione. I tedeschi abbandonarono Atene nell'ottobre del 1944 con l'arrivo di truppe inglesi guidate dal generale Ronald Scobie.
Nel dopoguerra Atene si piazzò tra le principali città europee, divenendo una vera e propria metropoli e il centro economico principale nell'Europa sudorientale, esplodendo in termini di popolazione e con l'entrata della Grecia nell'Unione europea nel 1981, portando nella capitale onde di turisti e nuove opere di costruzione, l'aumento degli abitanti però incrementò anche i problemi ambientali ed Atene aveva il peggior problema di traffico stradale, sistemato a seguito di nuove regolamentazioni che le permisero di organizzare le Olimpiadi del 2004. Nel 1987 l'Acropoli di Atene divenne ufficialmente patrimonio UNESCO.
La città fu poi al centro dei disordini del 2008 dove cominciarono le proteste stesse, d'altra parte la città continuò a modernizzarsi con la costruzione di nuove opere come musei, linee di comunicazione e altro, incrementando il turismo nella città e lo studio della sua storia, questo sviluppo è ancora notevolmente in corso.
Atene ha gemellaggi con diverse città, capitali di altri paesi e anche Athens negli Stati Uniti (ci sono molte città che ne riprendono il nome). Notevole ad Atene è anche lo sport, si contano tantissimi club sportivi e calcistici in giro per la città tra cui il Panathinaikos Athlitikos Omilos oppure l'Olympiacos Sýndesmos Filáthlon Peiraiós.
Il 12 marzo 1996 i sindaci di Atene e Sparta firmarono un trattato di pace simbolico per commemorare la guerra del Peloponneso. Ironicamente, quindi, la guerra sarebbe rimasta aperta per oltre 2500 anni.

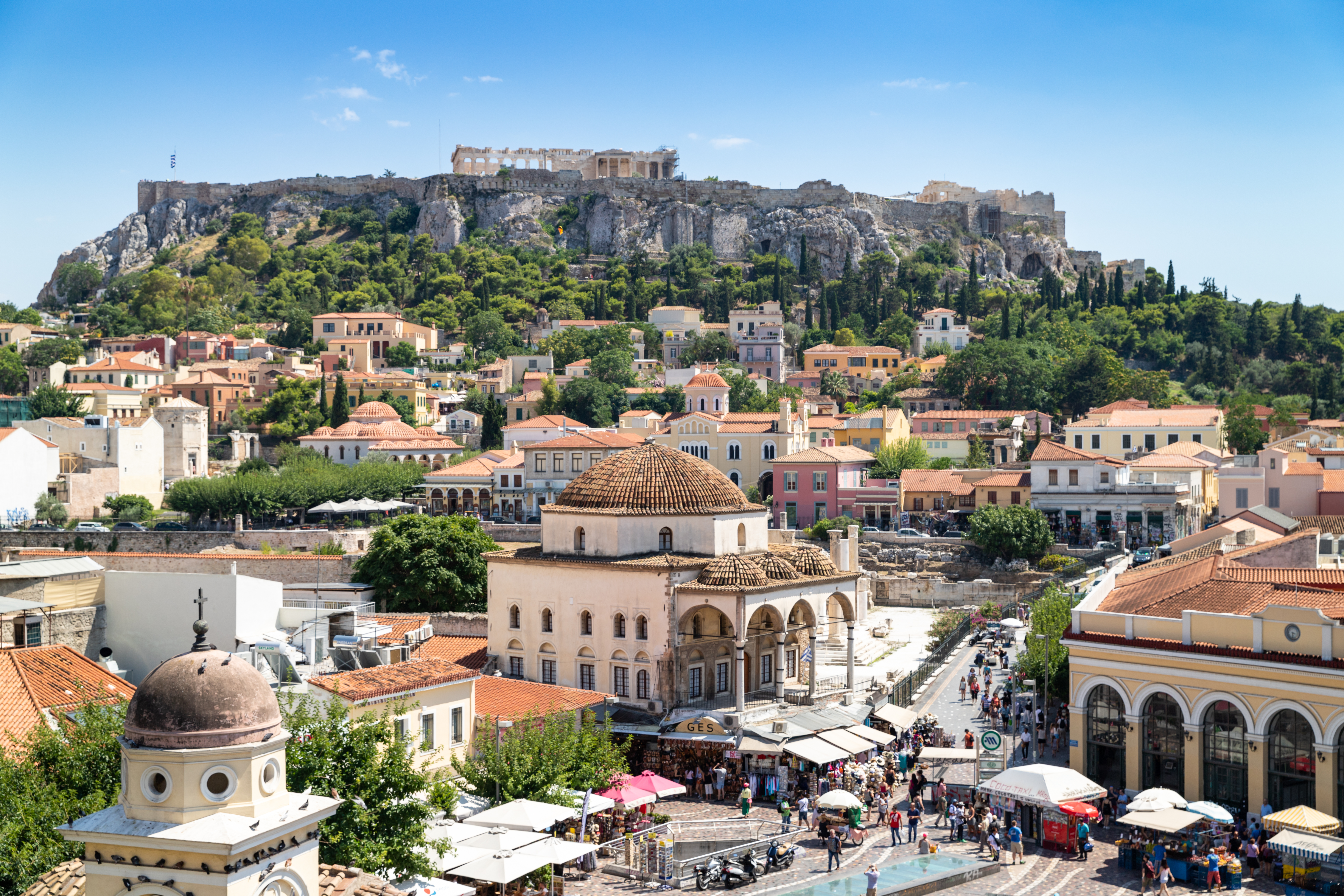
Panorama di Atene moderna e Acropoli